# Умершие в июне 2015 года
Это список известных людей, соответствующих установленным критериям значимости (см. Википедия:Критерии значимости персоналий), умерших в июне 2015 года.
Причина смерти указывается лишь в исключительных случаях (убийство, самоубийство, гибель в результате военных действий, смертная казнь, ДТП или несчастные случаи). В остальных случаях — не указывается.

### 30 июня
- Бёрнэм, Эдвард (98) — британский актёр («Ужасный доктор Файбс»)[1].
- Будюкина, Яна Вячеславовна (31) — российская футболистка, игрок женской футбольной сборной глухих России, заслуженный мастер спорта России (2010); несчастный случай[2].
- Золотарёв, Евгений Михайлович (79) — советский государственный деятель, первый секретарь Актюбинского обкома Компартии Казахстана (1989—1991), Герой Социалистического Труда (1972)[3].
- Луис, Эдди (74) — французский джазовый органист и пианист[4].

### 29 июня

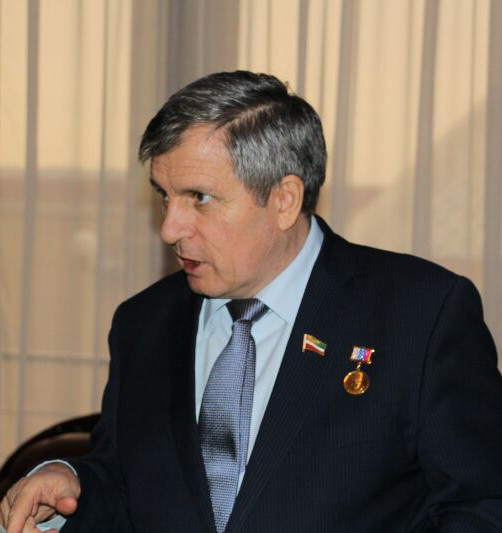
Дукуваха Абдурахманов

- Абдурахманов, Дукуваха Баштаевич (59) — российский государственный деятель, председатель Народного собрания Чеченской Республики (2005—2008), Парламента Чеченской Республики (с 2008 года)[5].
- Баракат, Хишам (64) — египетский государственный деятель, генеральный прокурор Египта (с 2013 года); убит[6].
- Вроман, Джексон (34) — американский баскетболист, выступавший в НБА[7].
- Кондратов, Юрий Николаевич (87) — советский и российский машиностроитель, учёный и общественный деятель, генеральный директор завода «Уралмаш» (1975—1978), лауреат Государственной премии СССР (о смерти стало известно в этот день)[8].
- Масопуст, Йозеф (84) — чехословацкий футболист («Дукла»), тренер, лучший футболист Европы (1962)[9].
- Паскуа, Шарль (88) — французский государственный и политический деятель, бизнесмен, министр внутренних дел Франции (1986—1988, 1993—1995)[10].
- Суринов, Татевос Романович (54) — российский спортивный деятель, генеральный директор Российской футбольной премьер-лиги (2003—2004)[11].
- Тен, Леонид Васильевич (75) — советский и российский деятель образования, основатель и ректор (с 1993 года) Алтайской академии экономики и права, кандидат юридических наук, профессор[12].
- Худик, Ладислав (91) — чехословацкий и словацкий актёр, народный артист ЧССР, лауреат Государственной премии ЧССР им. Клемента Готвальда[13].
- Уголев, Борис Наумович (89) — ведущий отечественный древесиновед, заслуженный деятель науки РФ, профессор Московского государственного университета леса, доктор технических наук, почетный член РАЕН, академик Международной академии наук о древесине[14].

### 28 июня

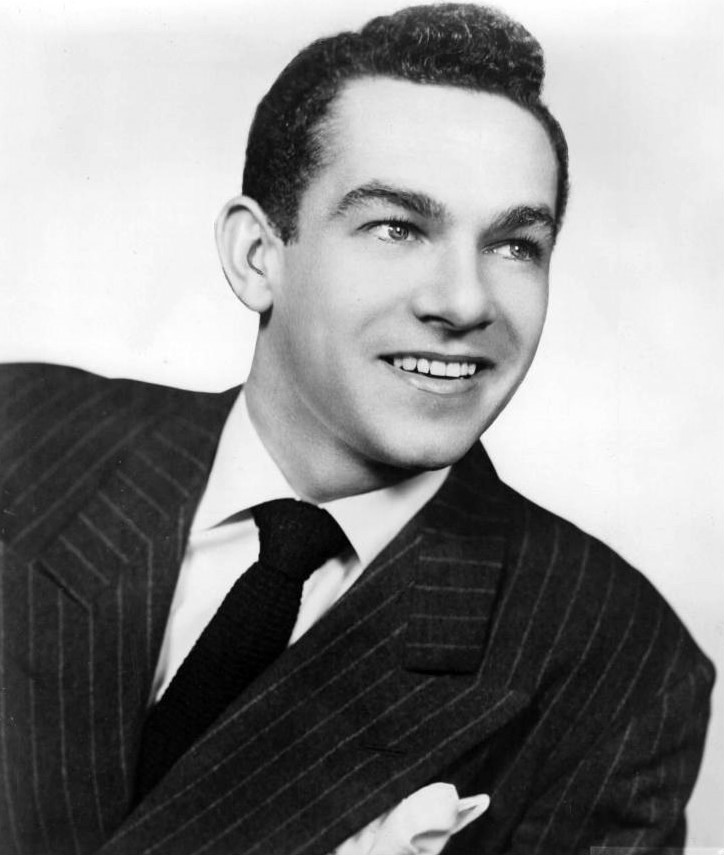
Джек Картер

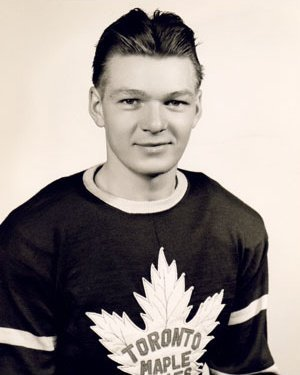
Уолли Становски

- Большаков, Вадим Иванович (76) — советский и украинский учёный, действительный член Национальной академии наук Украины [15].
- Деркач, Андрей Витальевич (DJ Andrey Balkonsky) (40)[значимость?] — украинский диджей[16].
- Картер, Джек (93) — американский актёр, лауреат премии Тони (1956)[17].
- Оутс, Томас (97) — британский государственный деятель, губернатор острова Святой Елены (1971—1976)[18].
- Сквайр, Крис (67) — британский бас-гитарист, сооснователь прог-рок-группы Yes, лауреат премии Грэмми[19].
- Становски, Уолли (96) — канадский хоккеист[20].
- Хаугк, Дитрих (90) — немецкий режиссёр и сценарист[21].

### 27 июня
- Ветошкин, Виктор Дмитриевич (90) — участник Великой Отечественной войны, полный кавалер ордена Славы, почётный гражданин Гомельской области, заслуженный работник промышленности Республики Беларусь[22].
- Вишняускас, Бронюс (92) — литовский скульптор; заслуженный деятель искусств Литовской ССР (1963), лауреат Государственной премии Литовской ССР (1973), народный художник Литовской ССР (1973), профессор (1978)[23].
- Кольцов, Владимир Анатольевич (55)[значимость?] — украинский актёр, участник команды КВН ДГУ[24].
- Оганесян, Гагик Оганесович (68) — армянский шахматный деятель, журналист, генеральный секретарь федерации шахмат Армении (1970—2015), заслуженный журналист Республики Армения, главный редактор журнала «Шахматная Армения»[25].
- Ольмедо Чека, Кармен (65) — испанская феминистка, директор Андалусийского института женщин (1989—2000)[26].
- Пас Морено, Луис (73) — колумбийский футболист, участник чемпионата мира (1962)[27].
- Шилков, Борис Арсеньевич (87) — советский конькобежец, чемпион зимних Олимпийских игр в Кортина-д’Ампеццо (1956), чемпион мира (1954) и Европы (1954), семикратный чемпион СССР, рекордсмен мира, заслуженный мастер спорта СССР (1954), заслуженный тренер СССР (1964)[28].

### 26 июня

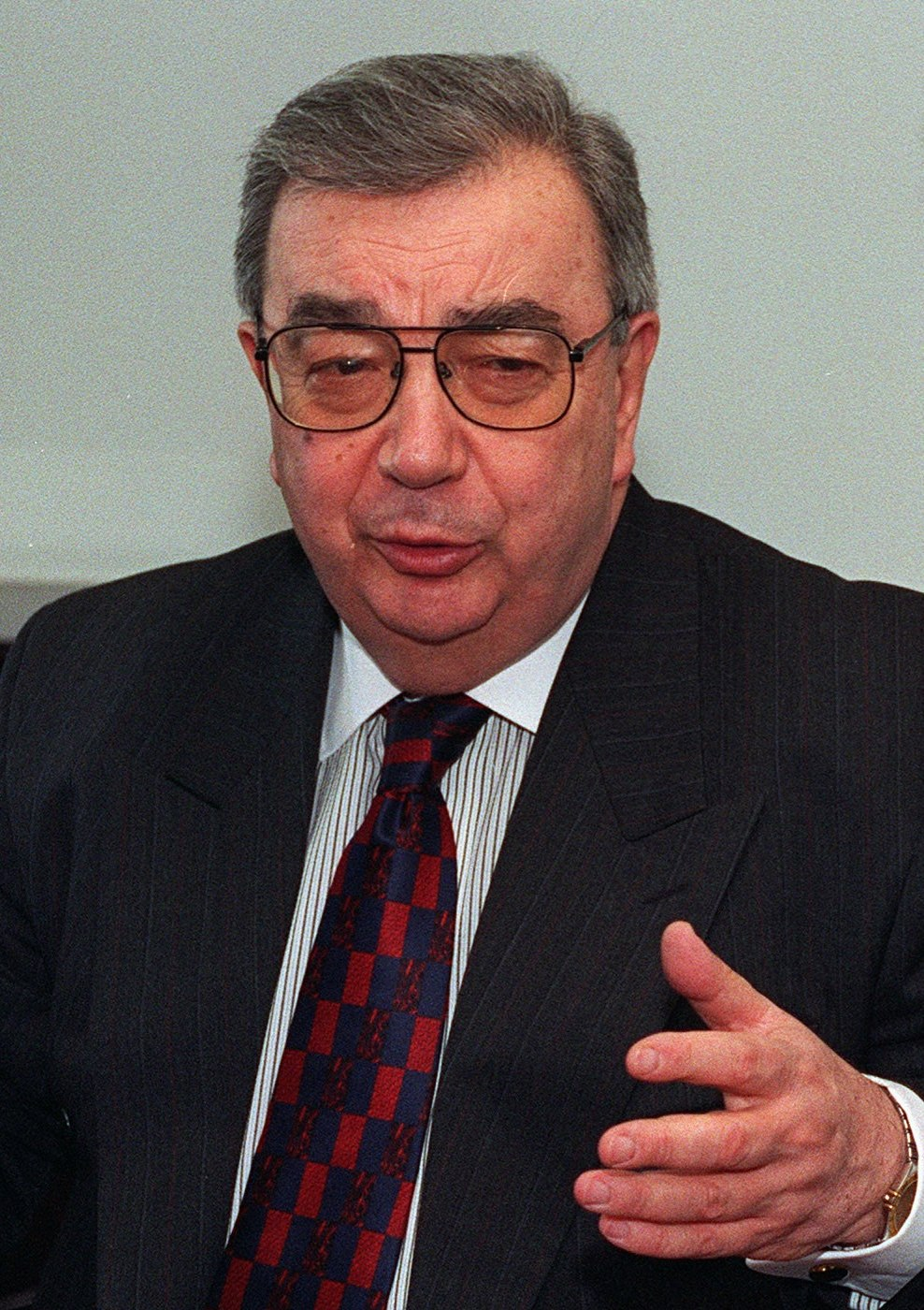
Евгений Примаков

- Амброс, Пауль (82) — немецкий хоккеист, участник трёх зимних Олимпийских игр (1956, 1960,1964) в составе Объединённой германской команды[29].
- Елисеев, Лев Михайлович (80) — советский и российский актёр театра и кино («Последнее дело Варёного», «Молох», «Свой-чужой», «Столыпин… Невыученные уроки»), заслуженный артист РСФСР (1984)[30].
- Какулия, Этер Ираклиевна (67) — грузинская эстрадная певица, солистка Тбилисской филармонии, заслуженная артистка Грузии[31].
- Канчели, Нодар Вахтангович (77) — советский и российский инженер-конструктор[32].
- Кийко, Игорь Анатольевич (83) — советский и российский учёный в области механики, доктор физико-математических наук, профессор, заведующий кафедрой теории упругости Московского государственного университета имени М. В. Ломоносова, заслуженный деятель науки Российской Федерации (2009)[33].
- Макконен, Матти (63) — финский инженер электросвязи, сыгравший ключевую роль в создании TeliaSonera[34] Архивная копия от 1 июля 2015 на Wayback Machine
- Нот, Генрих (87) — американский химик, иностранный член Российской академии наук (1994)[35].
- Плотников, Павел Михайлович (97) — советский военачальник, участник Великой Отечественной войны, генерал-лейтенант, Герой Советского Союза (1945)[36].
- Примаков, Евгений Максимович (85) — советский и российский экономист, политический и государственный деятель, председатель правительства Российской Федерации (1998—1999), академик РАН (1991; академик АН СССР с 1979)[37].
- Тёрнер, Дэвид (91) — американский гребец, чемпион летних Олимпийских игр в Лондоне (1948) среди восьмёрок[38].

### 25 июня

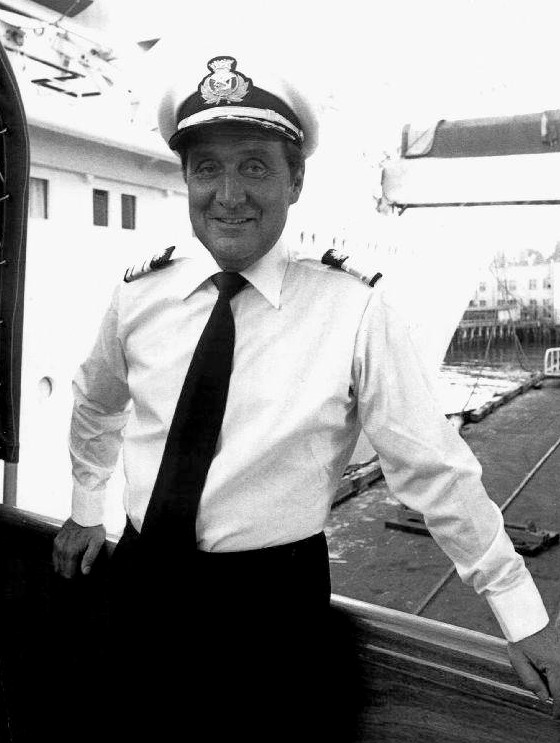
Патрик Макни

- Алибеков, Басир Омалаевич (87) — советский и российский дагестанский писатель, литературовед, фольклорист, педагог[39].
- Макни, Патрик (93) — британский актёр и продюсер[40].
- Нерсес Бедрос XIX (75) — Патриарх Армянской католической церкви (с 1999 года)[41].

### 24 июня

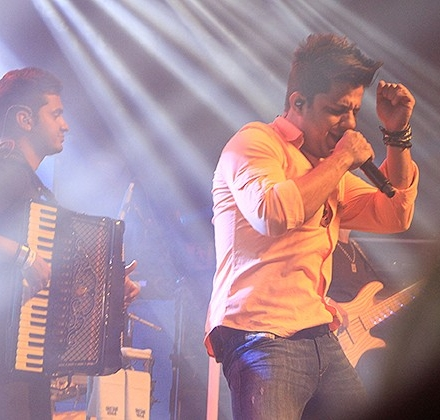
Кристиану Араужу

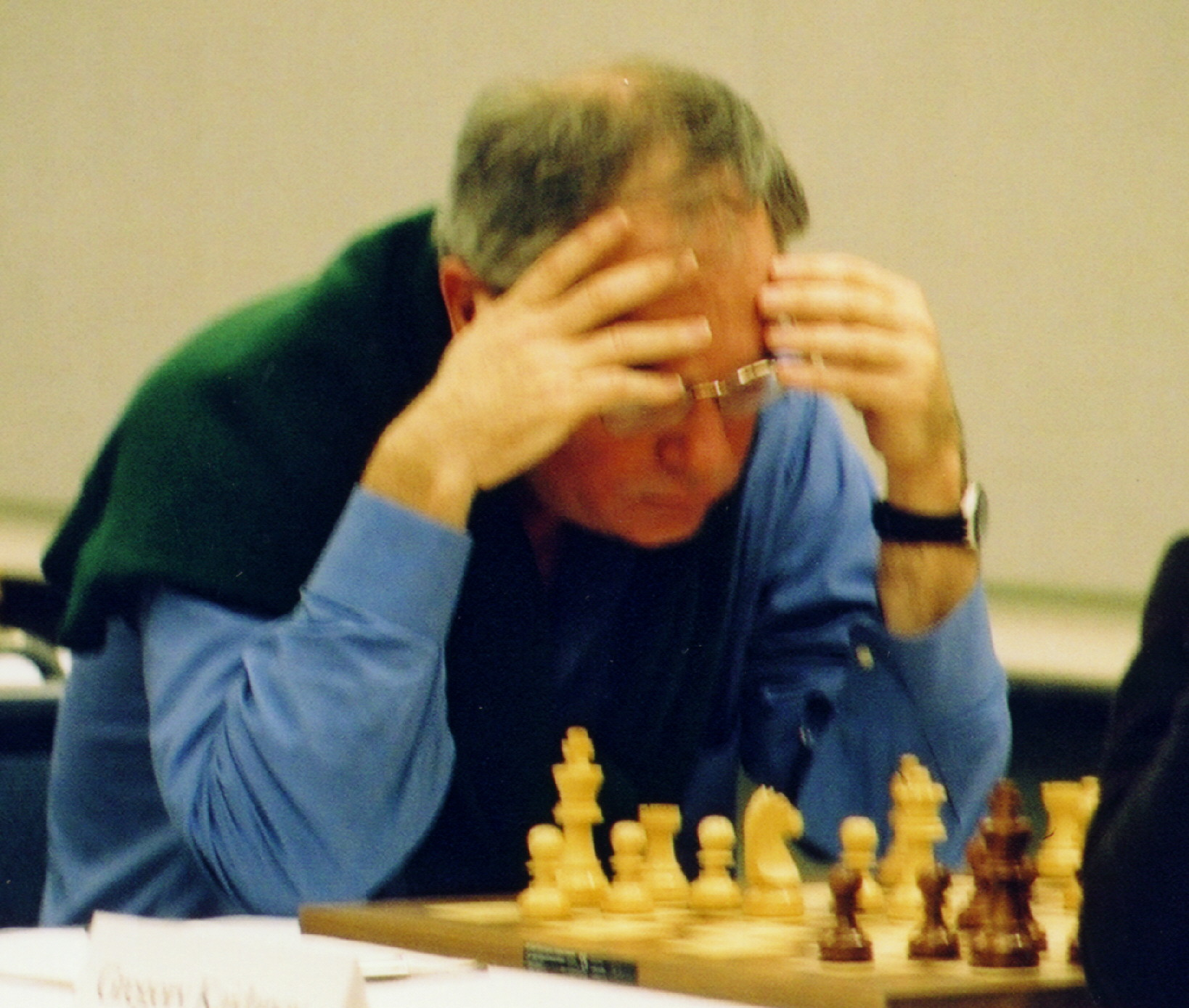
Уолтер Браун

- Акопян, Рафаэль Арамович (85) — советский и российский цирковой артист, акробат и клоун, заслуженный артист Российской Федерации (1994)[42].
- Араужу, Кристиану (29) — бразильский рок-певец; ДТП[43].
- Берсенёв, Анатолий (21)[значимость?] — российский актёр, актёр Березниковского драматического театра и кино («Географ глобус пропил»); несчастный случай[44].
- Браун, Уолтер Шон (66) — австралийский и американский шахматист, гроссмейстер[45] Архивная копия от 28 августа 2015 на Wayback Machine.
- Вдовин, Валентин Петрович (87) — советский дипломат, Чрезвычайный и Полномочный Посол СССР в Чаде (1965—1969), в Лаосе (1972—1976), в Мозамбике (1980—1982) и в Португалии (1982—1986)[46].
- Гагиев, Гирихан Аюпович (70) — ингушский поэт, драматург, переводчик, народный поэт Республики Ингушетия[47].
- Исмагилова, Сания Нургалиевна (83) — российская татарская актриса, выступавшая на сцене Татарского государственного театра драмы и комедии имени К. Тинчурина, народная артистка Республики Татарстан[48].
- Каландадзе, Николай Николаевич (75) — советский и российский палеонтолог, заведующий Палеонтологическим музеем им. Ю. А. Орлова (1983), один из основателей исторической зоогеографии[49][неавторитетный источник].
- Кисленко, Валерий Кириллович (62) — советский киноактёр («Усатый нянь», «Шла собака по роялю», «Подвиг Одессы», «По Таганке ходят танки») и советский и российский театральный актёр[50].
- Краснов, Владимир Павлович (64) — российский писатель и журналист[51].
- Рустембеков, Сарбагыш Султанкулович (79) — советский и киргизский педагог, почётный профессор Киргизского национального университета им. Жусупа Баласагына, заслуженный работник народного образования Киргизской Республики (1993)[52].
- Сазанов, Евгений Васильевич (89) — советский партийный и государственный деятель, председатель правления Центросоюза СССР (1991—1992)[53].
- Творогов, Олег Викторович (86) — советский и российский филолог-медиевист[54].

### 23 июня

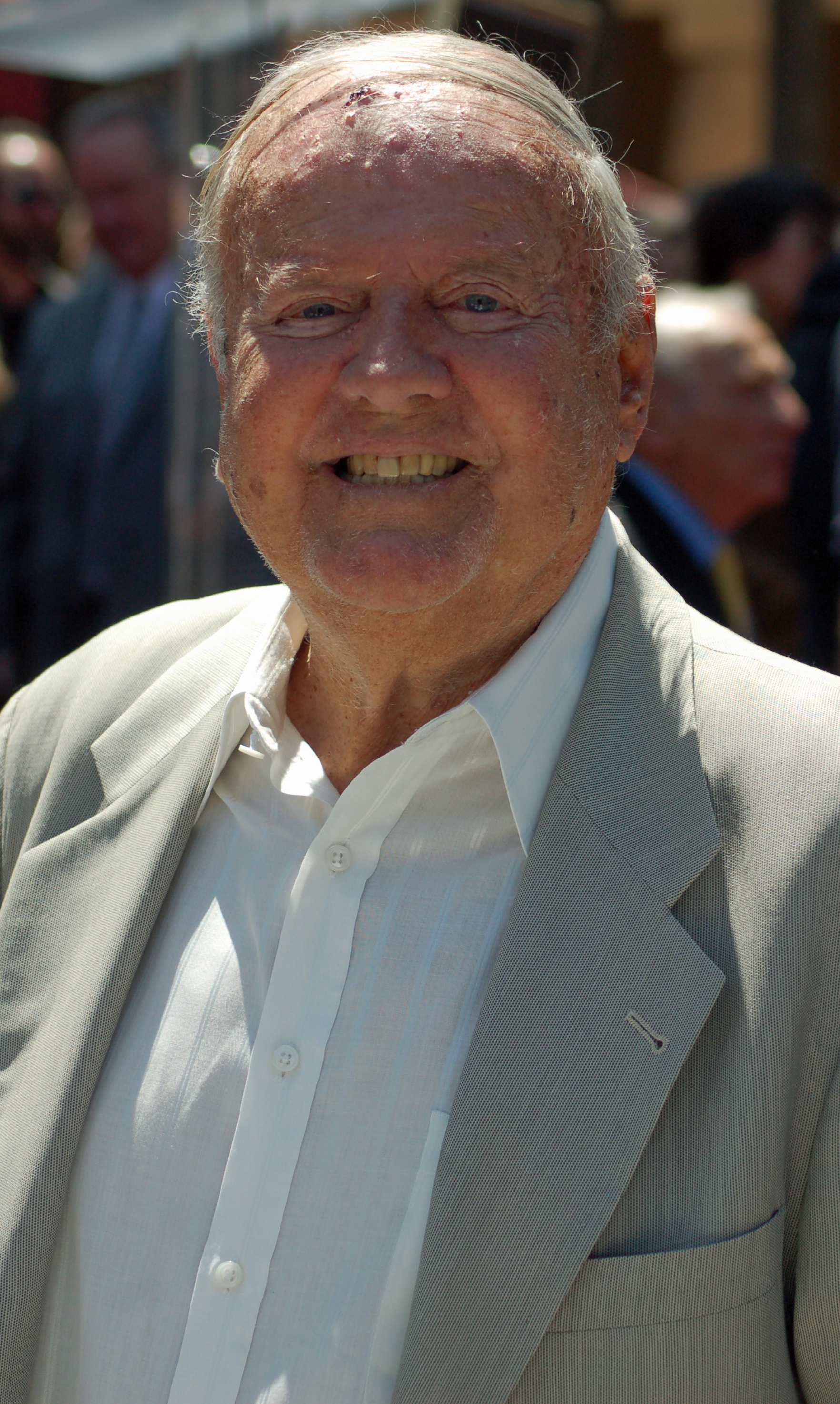
Дик Ван Паттен

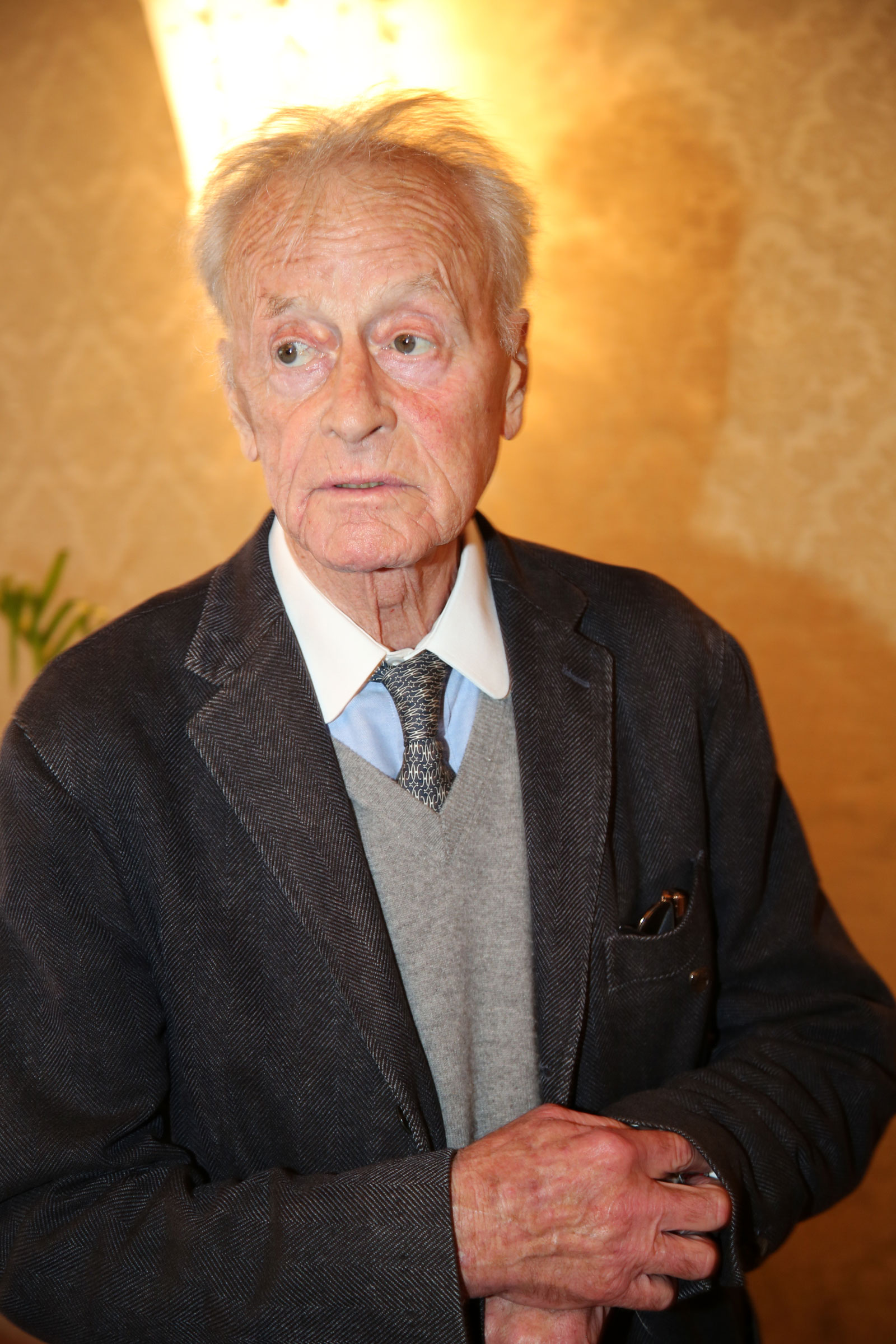
Хельмут Лонер

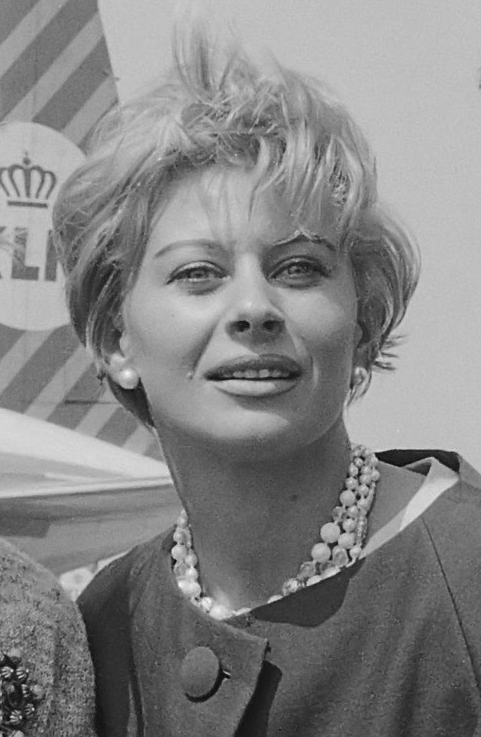
Магали Ноэль

- Абдуллаев, Асеф Мехманович (Асеф Мехман) (85) — лезгинский поэт, композитор, прозаик и драматург, заслуженный деятель искусств Дагестанской ССР, народный артист Республики Дагестан[55].
- Бернштейн, Борис Моисеевич (90) — советский искусствовед, доктор искусствоведения и эмерит-профессор Академии художеств Эстонии[56].
- Ван Паттен, Дик (86) — американский актёр[57].
- Вибе, Корней (59) — основатель и епископ Евангелическо-лютеранской церкви Узбекистана[58].
- Джоши, Нирмала (81) — индийский религиозный деятель, генеральная настоятельница женской католической монашеской конгрегации «Сёстры — миссионерки любви» (1997—2009)[59].
- Диас, Марухита (83) — испанская певица и актриса[60].
- Коммонс, Ким (63) — американский шахматист, международный мастер (1976)[61].
- Костюкова, Светлана Владимировна (79) — советский и российский тренер по лёгкой атлетике, заслуженный тренер Российской Федерации (2005)[62].
- Кульпин-Губайдуллин, Эдуард Сальманович (75) — советский и российский философ, историк, востоковед, основатель школы социоестественной истории (СЕИ)[63].
- Левин, Бронислав Хононович (72 или 73) — советский и российский музыкант, педагог, заслуженный учитель Российской Федерации (2003)[64].
- Лонер, Хельмут (82) — австрийский актёр и театральный директор (Театр в Йозефштадте) (1997—2006)[65][66].
- Мбои, Бен (80) — индонезийский политик, губернатор Восточных Малых Зондских островов (1978—1988)[67].
- Ноэль, Магали (82) — французская актриса театра, кино и кабаре и певица, — исполнительница песен Бориса Виана[68].
- Поллак, Харви (93) — американский спортивный деятель, старейший сотрудник НБА, придумавший трипл-дабл[69].
- Ранцанц, Арнольд Александрович (70) — советский, украинский и белорусский артист оперетты, актёр Белорусского государственного академического музыкального театра (с 1979 года) и кино (FM и ребята, Ускоренная помощь-2), заслуженный артист Украинской ССР (1978) и заслуженный артист Республики Беларусь (2000)[70].
- Сливовский, Рене (85) — польский литературовед, специалист по русской литературе, переводчик, литературный критик[71].
- Хадда, Дженет (69) — американский психоаналитик и литературовед, специалист по еврейской литературе, биограф И. Башевиса-Зингера[72]..
- Хамзина, Евгения Алексеевна (87) — советский и российский археолог, педагог, кандидат исторических наук[73].

### 22 июня

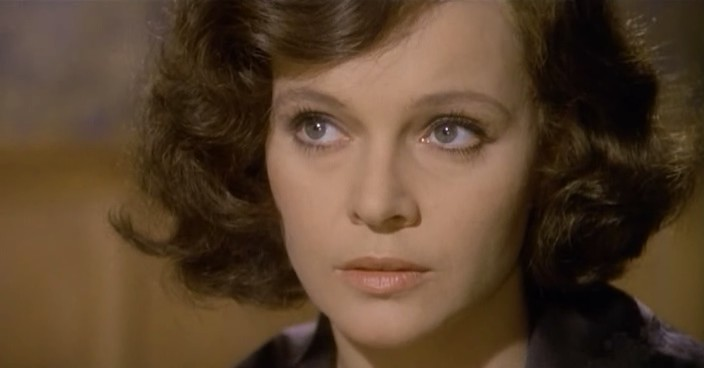
Лаура Антонелли

- Агаева, Зивар Сюбхан кызы (80) — азербайджанская поэтесса[74].
- Антонелли, Лаура (73) — итальянская киноактриса, снимавшаяся в эротических фильмах 1970—1980-х годов[75].
- Баранова, Любовь Владимировна (85) — советская лыжница, чемпионка зимних Олимпийских игр в Кортина-д’Ампеццо (1956), трёхкратный серебряный призёр Олимпийских игр[76].
- Карлиньос (77) — бразильский футболист и тренер («Фламенго»)[77].
- Карнеги, Джеймс (85) — шотландский аристократ, герцог Файф (1959—2015)[78].
- Мавликов, Вазил Салихович (71) — советский работник строительной отрасли, бригадир каменщиков СМУ-51 Камгэсэнергостроя, Герой Социалистического Труда (1981)[79].
- Репин, Александр Степанович (70) — советский и российский тренер по биатлону, заслуженный тренер РСФСР[80].
- Моралес, Грегорио (62) — испанский писатель[81].
- Сафронов, Юрий (68) — советский и латвийский актёр, артист Рижского русского театра имени Михаила Чехова (с 1980 года)[82].
- Физерстоун, Дональд (79) — американский художник, изготовивший самого первого розового фламинго, работая на фирму «Union Products»[83].
- Хорнер, Джеймс (61) — американский кинокомпозитор («Чужие», «Храброе сердце», «Аватар»), дважды лауреат премии «Оскар» за музыку и песню к фильму «Титаник»; авиакатастрофа[84].
- Чеботарёв, Николай Иванович (78) — советский и российский журналист, генеральный директор телерадиокомпании «Дон-ТР» (1991—2015), член Академии российского телевидения (с 2001 года), заслуженный работник культуры РСФСР (1988)[85].
- Чернэяну, Константин (81) — румынский футболист и тренер, тренер сборной Румынии по футболу (1976—1978)[86].
- Эванс, Альберт (46) — американский балетный танцовщик[87].

### 21 июня

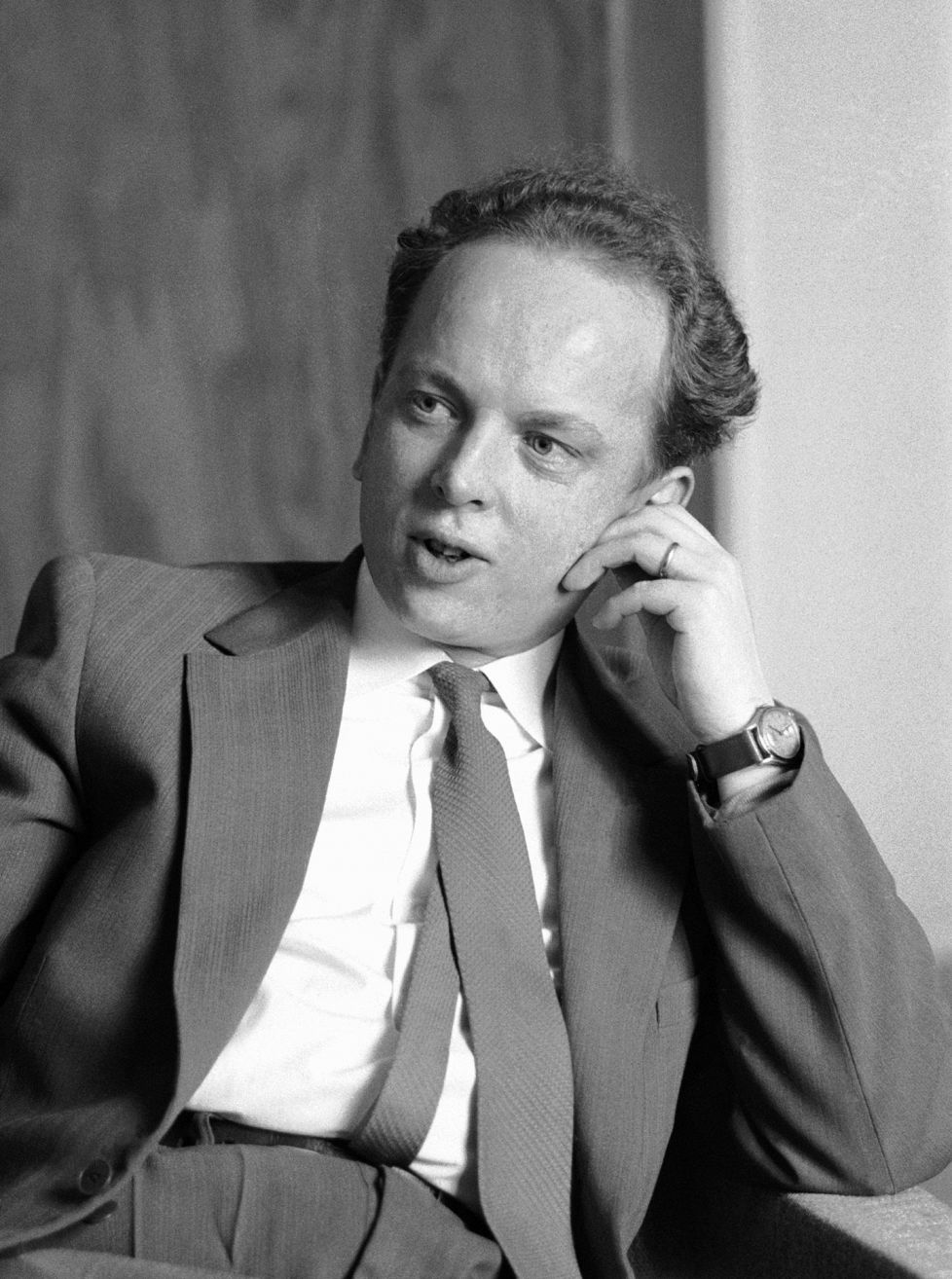
Вейо Мери

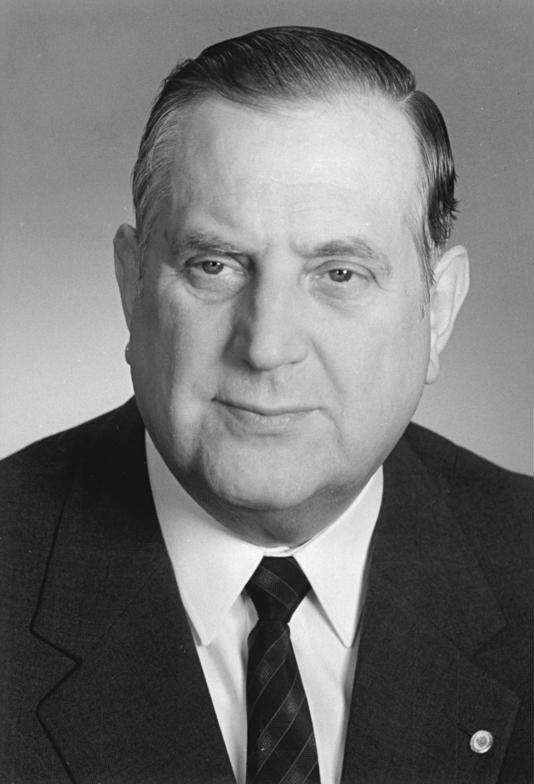
Александр Шальк-Голодковский

- Вийрлайд, Арвед (93) — эстонский писатель, кавалер Ордена Государственного герба (1997)[88].
- Воман, Габриела (83) — немецкая писательница[89].
- Герасим (Фокас) (63) — епископ Элладской православной церкви, митрополит Кефалонийский (2015)[90].
- Горбань, Александр Николаевич (55) — российский театральный режиссёр, отец актрисы Марии Горбань; несчастный случай[91].
- Лонго, Тони (53) — американский актёр (о смерти объявлено в этот день)[92][93].
- Мери, Вейо (86) — финский писатель[94].
- Погорелов, Владимир Григорьевич (74) — советский и украинский работник сельского хозяйства, Герой Социалистического Труда (1990)[95].
- Ремотти, Ремо (90) — итальянский актёр[96].
- Томпсон, Карл (33) — самый тучный мужчина Великобритании (вес 413 кг)[97].
- Шальк-Голодковский, Александр (82) — государственный деятель ГДР, руководитель тайного отдела коммерческой координации в министерстве внешней торговли ГДР, отвечавший за нелегальную торговлю с капиталистическими странами[98].
- Шуллер, Гюнтер (89) — американский композитор, валторнист, музыкальный педагог[99].
- Эстрада, Хуан Хосе (51) — мексиканский боксёр, чемпион мира во втором легчайшем весе по версии WBA (1988)[100].

### 20 июня

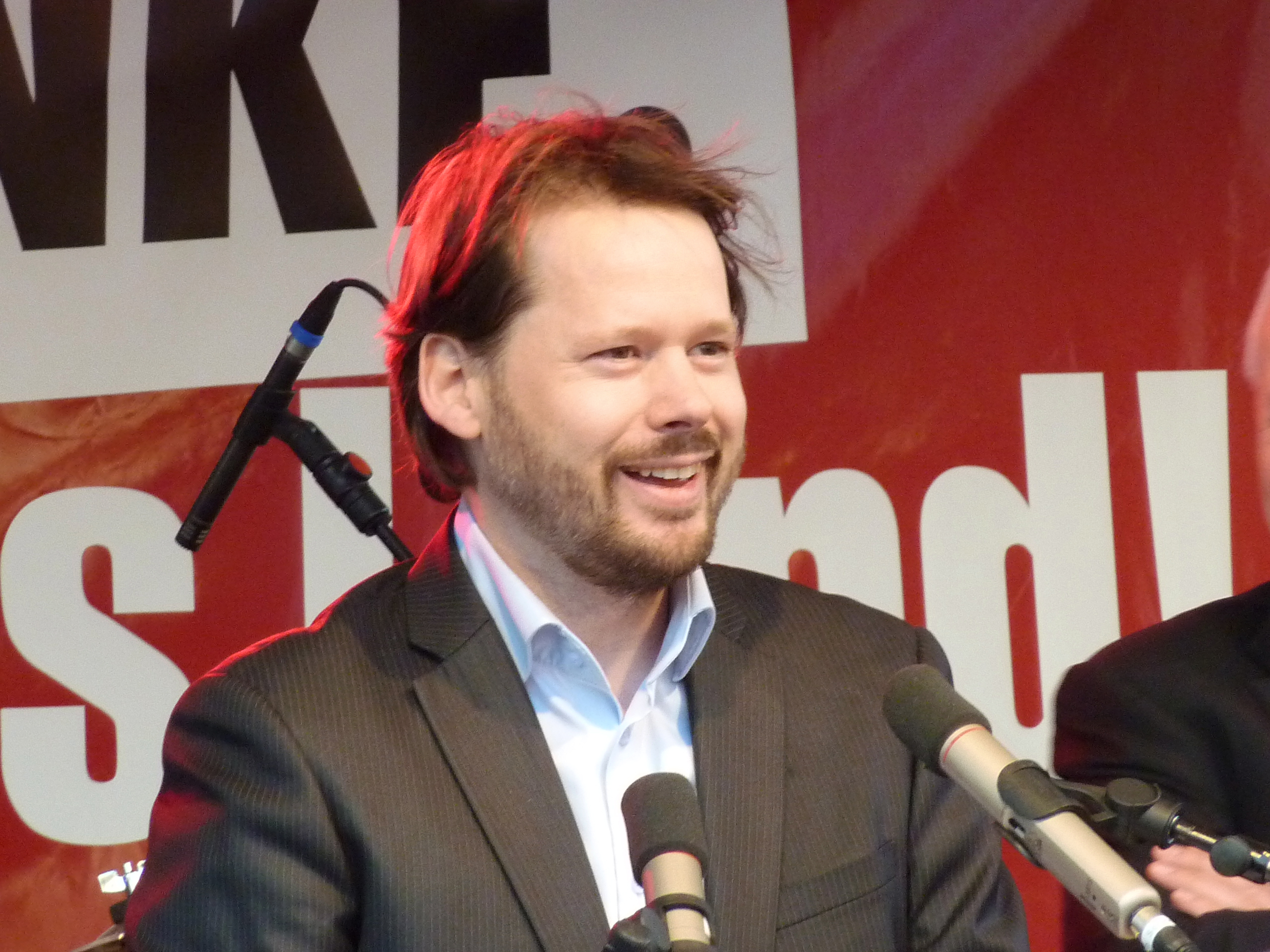
Франсуа Делапьер

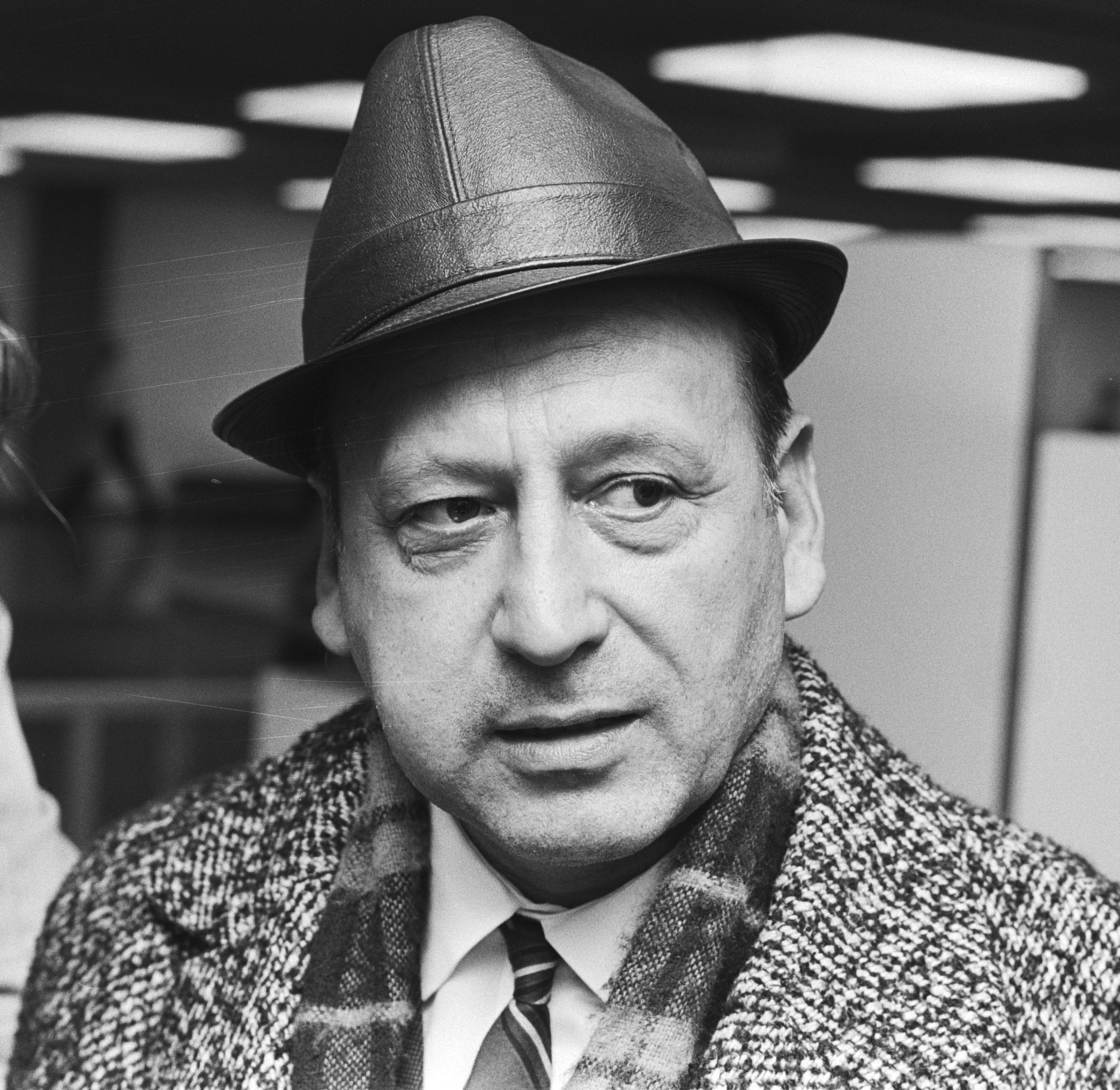
Анджело Никулеску

- Бранд, Эстер (92) — южноафриканская легкоатлетка, чемпионка летних Олимпийских игр в Хельсинки (1952)[101].
- Веселова, Александра Михайловна (75) — советский и украинский историк, исследовательница истории Украины XX века[102].
- Дагган, Пэт (77) — австралийская легкоатлетка.
- Делапьер, Франсуа (44) — французский политический деятель, национальный секретарь по идеологии Левой партии (с 2010 года)[103].
- Костенко, Николай Иванович (70) — советский и российский баянист, дирижёр и композитор, педагог, заслуженный работник культуры Российской Федерации (2002); несчастный случай[104].
- Малышева, Галина Андреевна (73) — советская и российская актриса, артистка Кировского драматического театра им. С. М. Кирова (с 1976 года), народная артистка Российской Федерации (2000)[105].
- Никулеску, Анджело (93) — румынский футболист и тренер, тренер сборной Румынии (1967—1972)[106].
- Панцырев, Юрий Михайлович (86) — советский и российский врач-хирург, член-корреспондент РАН (2014; член-корреспондент РАМН с 1988), лауреат Государственной премии СССР (1987), заслуженный деятель науки Российской Федерации (1996)[107].
- Сингх, Назар (111)[значимость?] — неверифицированный старейший мужчина в Европе, уроженец Индии[108].
- Шапиро, Мириам[англ.] (91) — американская художница и скульптор[109].
- Яганов, Николай Максимович (95) — советский военный, участник Великой Отечественной войны, полный кавалер ордена Славы[110].

### 19 июня

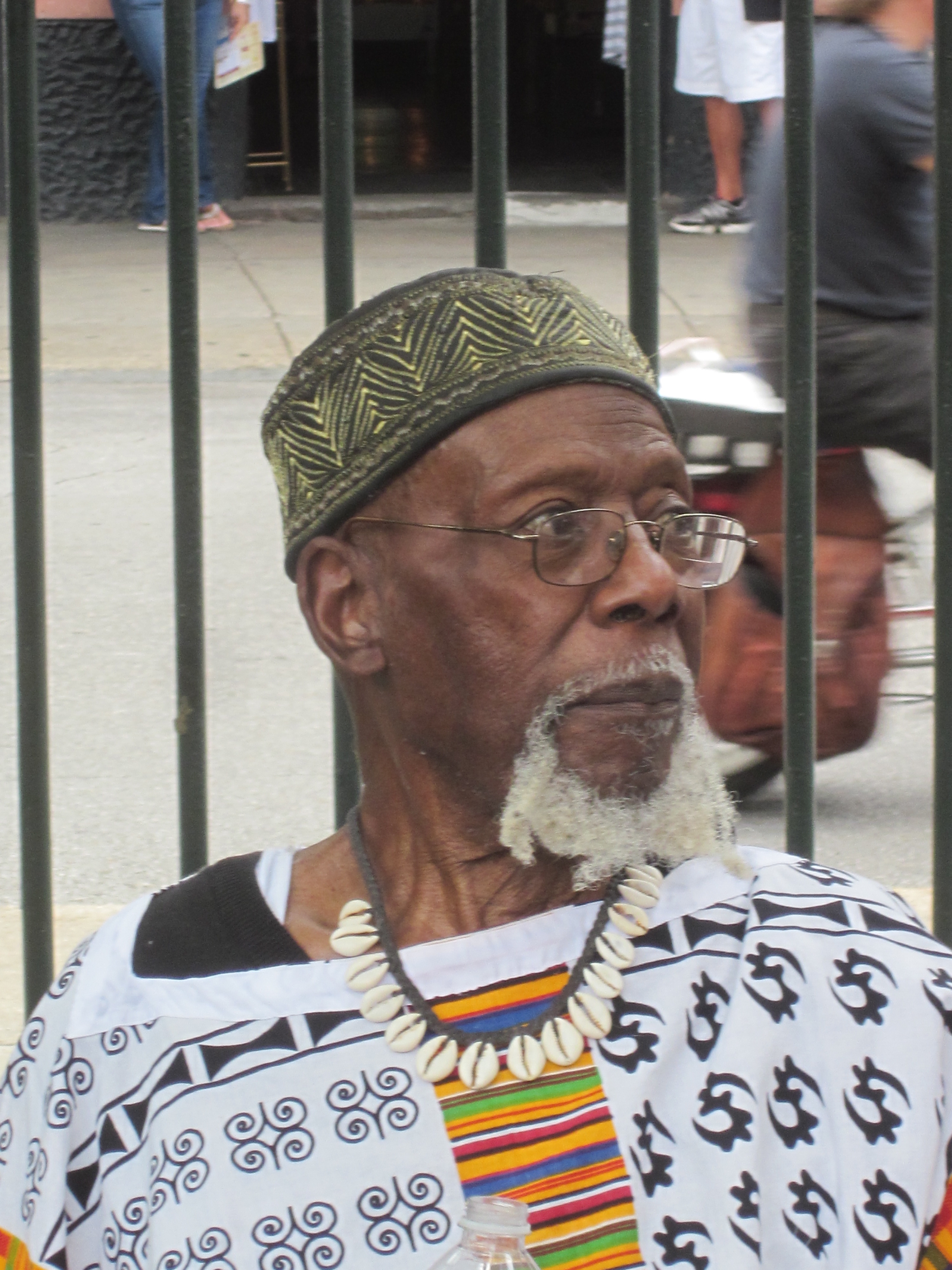
Гарольд Батист

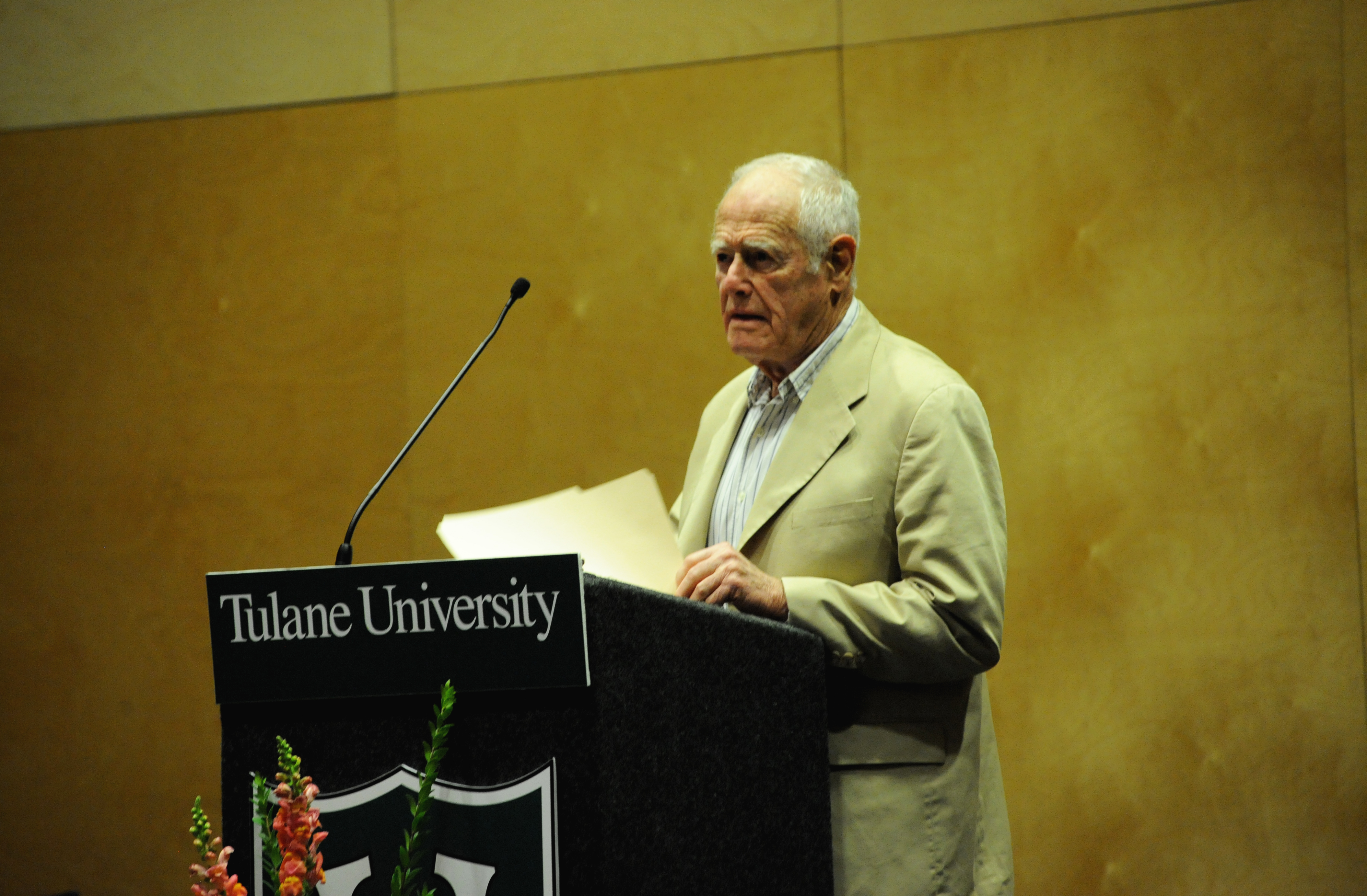
Джеймс Солтер

- Батист, Гарольд (83) — американский джазовый музыкант, музыкальный продюсер[111].
- Белов, Евгений Владимирович (72) — советский и российский дипломат, Чрезвычайный и Полномочный Посол Российской Федерации в Республике Таджикистан (1996—2000)[112].
- Боосфельд, Иоахим (93) — немецкий офицер, участник Второй мировой войны, кавалер Рыцарского креста Железного креста (1945)[113].
- Марков, Владимир Анатольевич (56) — советский и украинский спортивный журналист[114].
- Подойницын, Иван Иванович (87) — советский и российский театральный деятель, директор Якутского академического Русского драматического театра им. А. С. Пушкина (1985—2007), почётный гражданин Республики Саха (Якутия) (2000)[115].
- Сиван, Арье (86) — израильский поэт, лауреат Премии Израиля (2010)[116].
- Солтер, Джеймс (90) — американский писатель, лауреат национальных премий[117].
- Уэнделл, Холмс (71) — американский вокалист, пианист, гитарист и композитор, один из участников трио Holmes Brothers[118].
- Шиманская, Станислава Михайловна (95) — советская и украинская актриса театра и кино, заслуженная артистка Украинской ССР[119].
- Щенников, Юрий Николаевич (77) — советский и российский фотожурналист[120].
- Эби, Джек (91) — американский фотограф, сделавший единственную цветную фотографию первого испытания ядерного оружия (1945)[121].

### 18 июня

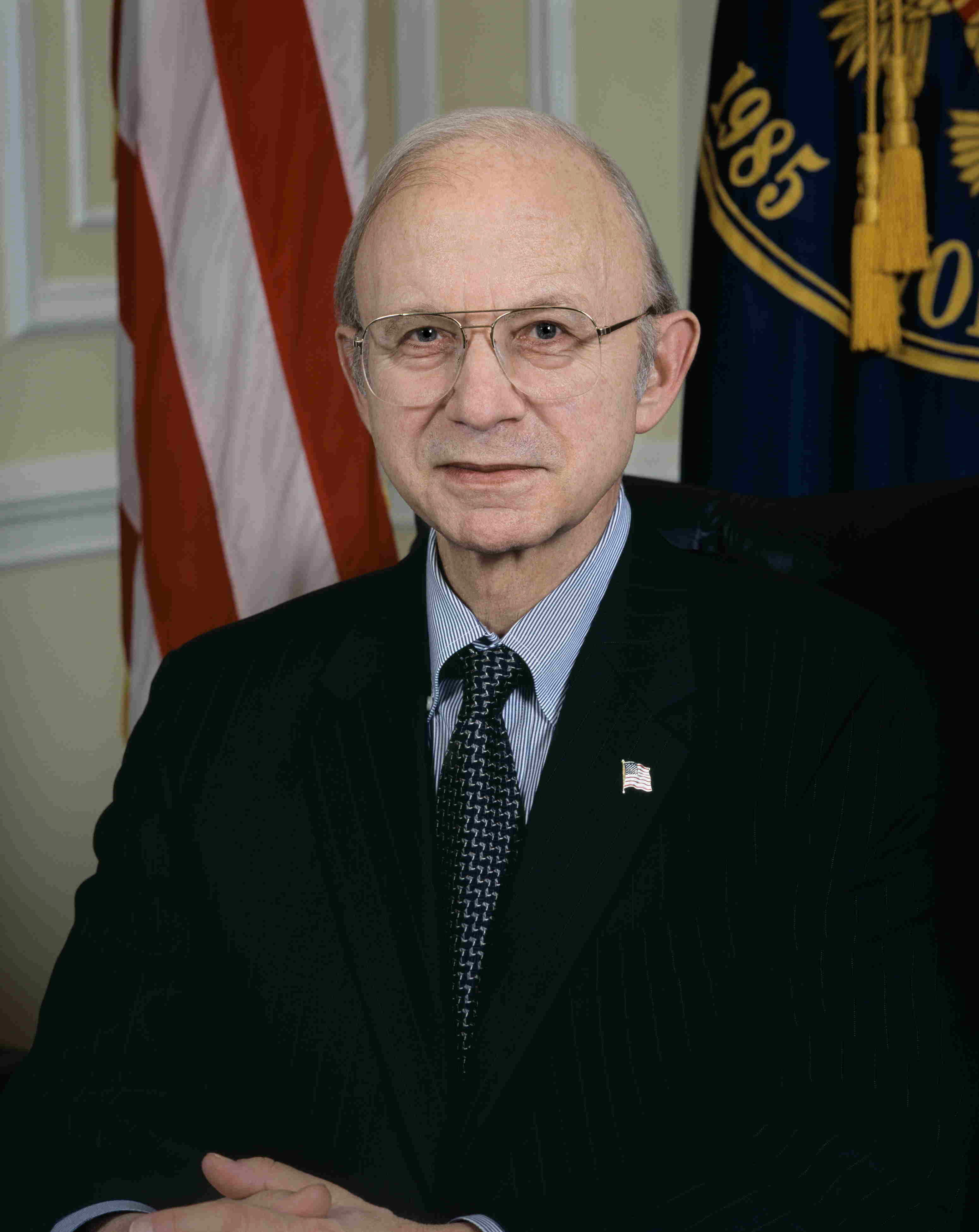
Аллен Вайнштейн

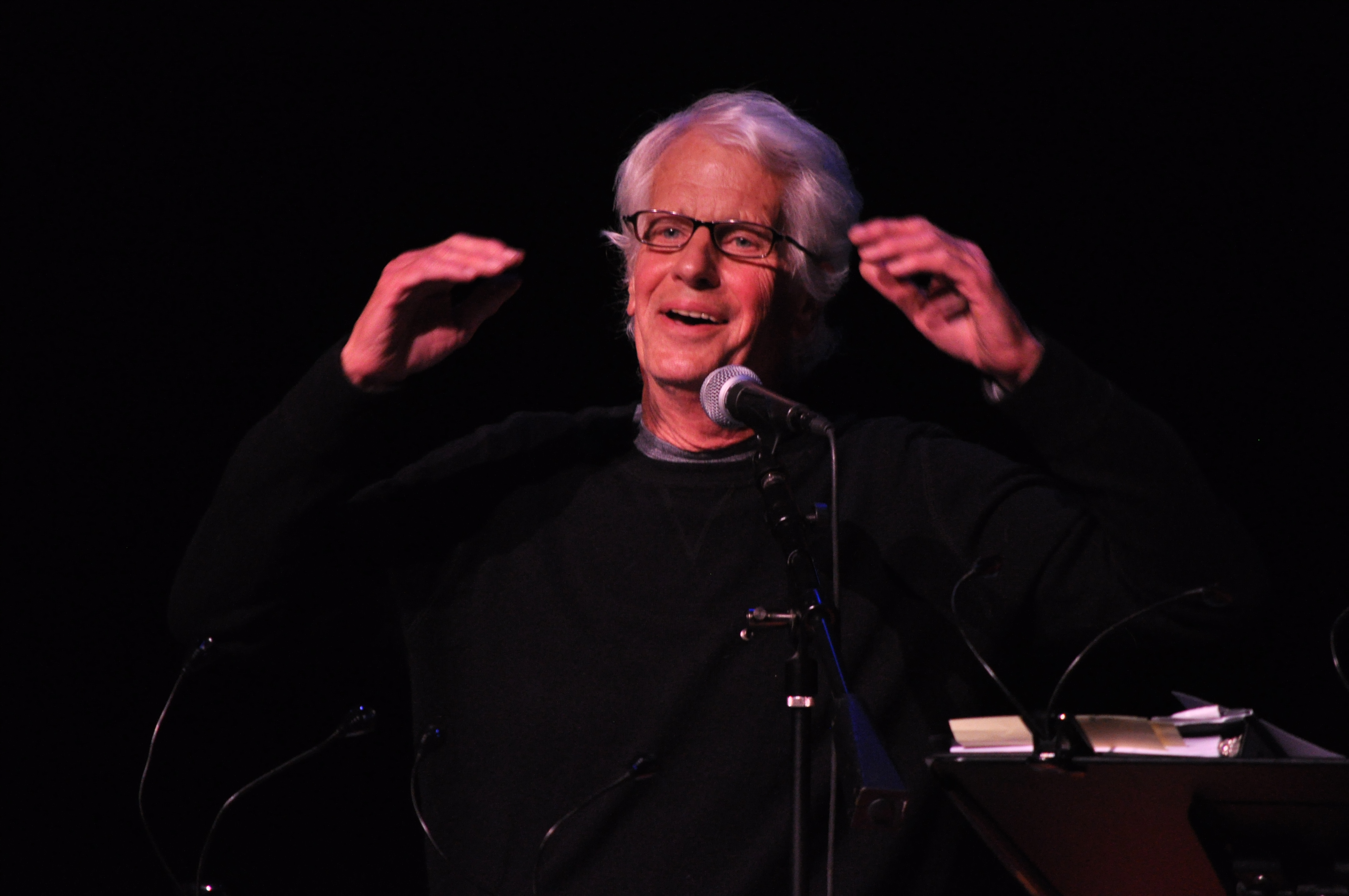
Фил Остин

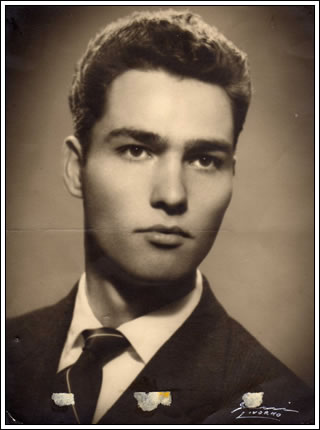
Джонни Пикки

- Баров, Александр Валерьевич (51)[значимость?] — российский актёр Русского драматического театра Удмуртии, народный артист Удмуртии[122].
- Бутин, Игорь Михайлович (82 или 83) — советский и российский тренер по лыжам, теоретик спорта, профессор Ярославского государственного педагогического университета им. К. Д. Ушинского, заслуженный работник физической культуры РСФСР, тренер чемпиона мира Валерия Тараканова[123].
- Вайнштейн, Аллен (77) — американский историк, Архивариус Соединённых Штатов (2005—2008)[124].
- Гусейнли, Хагани Мурвет оглы (59) — азербайджанский и украинский общественный и политический деятель[125].
- Ермаков, Валентин Михайлович (81) — советский и российский поэт, почётный гражданин Малоярославца (2002)[126].
- Калинин, Иван Михайлович (90) — советский и российский театральный художник и писатель, участник Великой Отечественной войны[127] Архивная копия от 7 июля 2015 на Wayback Machine.
- Климов, Андрей Андреевич (92) — советский и российский балетмейстер, профессор Московского государственного института культуры, народный артист РСФСР (1973), лауреат Сталинской премии (1952)[128].
- Мур, Патрик (97) — новозеландский хирург и медицинский исследователь, пионер в использовании кохлеарных имплантатов, первый в мире, проведший операцию по трансплантации барабанной перепонки[129].
- Остин, Фил[англ.] (74) — американский актёр, сценарист и писатель[130].
- Пацаева, Галина Ивановна (75) — казахстанская писательница, журналистка и педагог, сестра лётчика-космонавта СССР Виктора Пацаева[131].
- Пикки, Джанни[итал.] (74) — итальянский театральный актёр и режиссёр, спортивный журналист, радиоведущий[132].
- Ринг, Фрэнсис Кролл (99)[значимость?] — помощница и секретарь писателя Фрэнсиса Скотта Фитцжеральда[133].
- Робертс, Ральф (95) — основатель американской телекоммуникационной компании Comcast[134].
- Роллинз, Джек (100) — американский продюсер[135].
- Стивенс, Джон Морли (82) — американский оператор[136].
- Феррари, Франк (52) — французский оперный певец (баритон)[137].
- Филимонов, Валентин Николаевич (80) — советский и российский архитектор, член правления Союза архитекторов СССР, почётный архитектор России[138].
- Чамзырын, Геннадий Тимофеевич (Гендос) (49) — советский и российский фолк-певец, виртуоз-универсал, шаман, сказитель, мастер тувинского горлового пения, вокалист тувинской этно-рок группы Gen-DOS[139].

### 17 июня

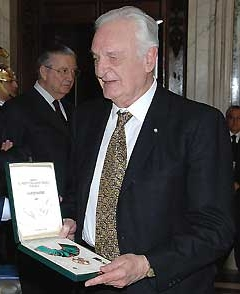
Никола Бадалукко

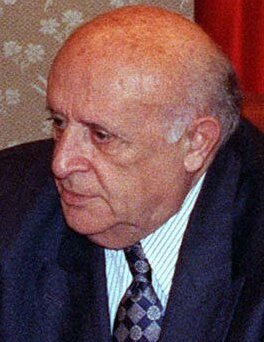
Сулейман Демирель

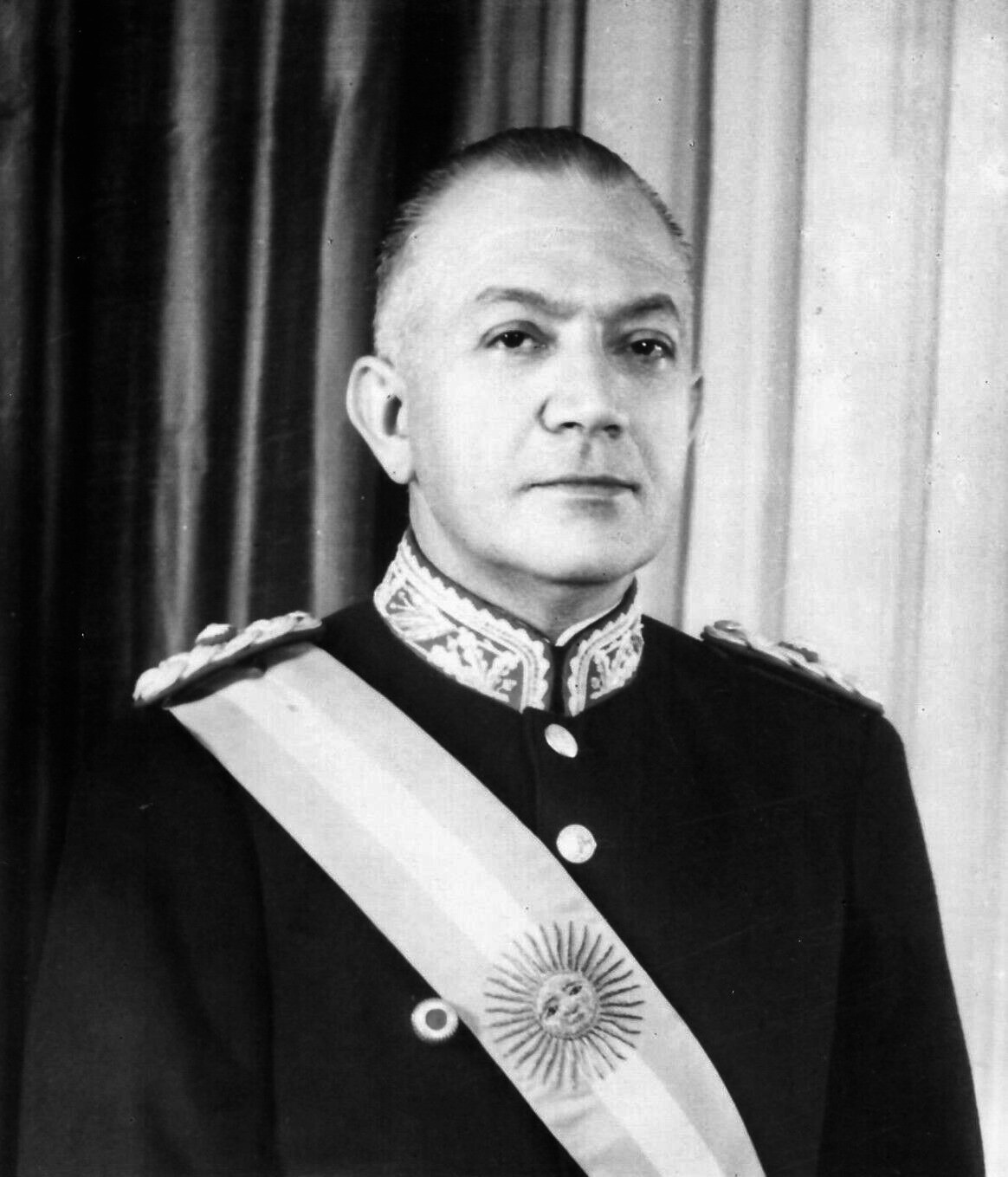
Роберто Марсело Левингстон

- Бадалукко, Никола (86) — итальянский сценарист, номинант на премию «Оскар» (1970) («Гибель богов»)[140][141].
- Варланд, Жан[нем.] (88) — бельгийский музыкант и композитор[142].
- Даблдей, Нельсон (81) — американский бизнесмен, последний президент издательской компании Doubleday (1978—1986)[143].
- Демирель, Сулейман (90) — турецкий государственный деятель, премьер-министр (1965—1971, 1975—1977, 1977—1978, 1979—1980, 1991—1993), президент Турции (1993—2000)[144].
- Жагата, Улдис Вилюмович (87) — латышский советский танцовщик, артист балета, балетмейстер, хореограф, педагог, народный артист СССР (1988)[145].
- Ишутин, Виталий Николаевич (40) — российский оперный певец (тенор), солист Мариинского театра (с 2010 года), директор оперной труппы Государственного Приморского театра оперы и балета (с 2014 года); ДТП[146].
- Кларк, Рональд (78) — австралийский легкоатлет, бронзовый призёр летних Олимпийских игр в Токио (1964)[147].
- Костюшкин, Алексей Геннадьевич (45) — советский и российский музыкант, лидер рок-группы «Коридор»[148].
- Левингстон, Роберто Марсело (95) — аргентинский военный и государственный деятель, президент Аргентины (1970—1971)[149].
- Ли, Джеймс[англ.] (62) — американский банкир, вице-президент JPMorgan Chase, один из разработчиков синдицированного кредита[150].
- Маккроссин, Линн (57) — американская порноактриса и бодибилдер[151].
- Пинкни, Клемента Карлос (41) — американский духовный и политический деятель; убийство[152].
- Поварцов, Сергей Николаевич (70) — советский и российский писатель и педагог, заведующий кафедрой русской литературы XX века и журналистики Омского государственного университета им. Ф. М. Достоевского (1990—2001)[153].
- Станимиров, Стамен (60) — болгарский альпинист, участник восхождения на Эверест в составе экспедиции 1984 года[154].
- Стоилькович, Властимир-Дьюза (85) — югославский и сербский актёр[155].
- Тэлли, Джералин (116) — американская долгожительница, старейшая жительница Земли[156].
- Чалапинов, Денизбек (81) — советский и киргизский актёр, народный артист Кыргызстана (2010)[157].

### 16 июня

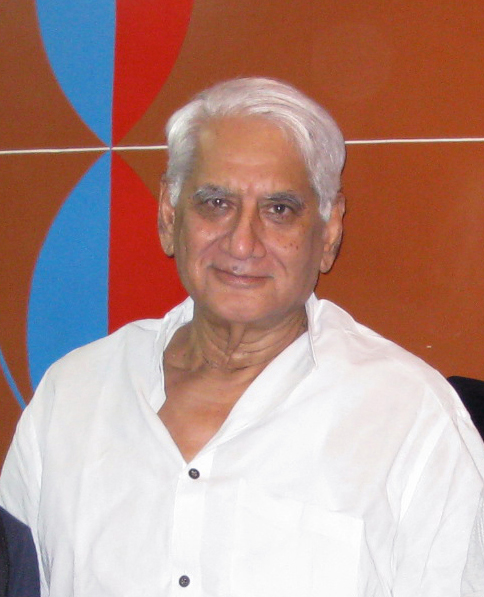
Чарльз Корреа

- Вотрен, Жан (82) — французский писатель, сценарист и режиссёр[158].
- Корреа, Чарльз (84) — индийский архитектор, лауреат Императорской премии (1994)[159].
- Паркс, Грег (48) — канадский хоккеист, серебряный призёр зимних Олимпийских игр в Лиллехаммере (1994)[160].
- Пьеро, Ги (90) — французский актёр[161][162].

### 15 июня

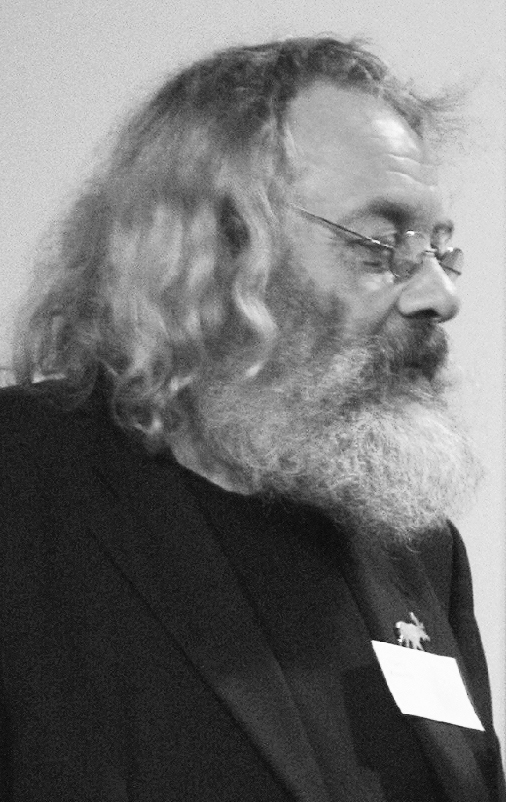
Харри Ровольт

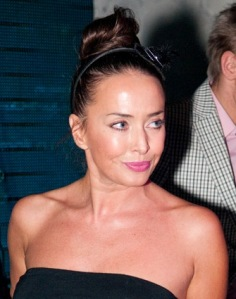
Жанна Фриске

- Блейз Старр (83) — американская актриса бурлескных комедийных фильмов[163] Архивная копия от 10 марта 2020 на Wayback Machine.
- Доре, Жан (70) — канадский государственный деятель, мэр Монреаля (1986—1994)[164].
- Керкорян, Кирк (98) — американский предприниматель, миллиардер армянского происхождения, президент и владелец холдинговой компании Tracinda Corporation, Национальный Герой Армении (2004)[165].
- Новиков, Константин Петрович (53) — советский футболист, нападающий клуба «Пахтакор» (1978—1984); инфаркт (о смерти стало известно в этот день)[166].
- Ровольт, Харри (70) — немецкий писатель и переводчик, лауреат национальных литературных премий[167].
- Роу, Розалин (82) — британская спортсменка, неоднократная чемпионка и призёр чемпионатов мира по настольному теннису[168].
- Топол, Йозеф (80) — чешский поэт, драматург и переводчик[169].
- У Гок Хун (66) — китайский футболист, капитан сборной Гонконга (1979—1980), футболист года в Гонконге (1979—1982)[170].
- Фостерволль, Альв Якоб (83) — норвежский государственный деятель, министр обороны Норвегии (1971—1972 и 1972—1976)[171].
- Фриске, Жанна Владимировна (40) — российская эстрадная певица, телеведущая, киноактриса, солистка группы «Блестящие» (1996—2003)[172].
- Цебоева, Лидия Михайловна (?) — советский и российский организатор кинопроизводства и деятель искусств, бывший директор и художественный руководитель Государственного академического ансамбля народного танца «Алан», заслуженный деятель искусств Российской Федерации (1999)[173].
- Эллиот, Элизабет (88) — бельгийский и американский миссионер и писательница[174].

### 14 июня

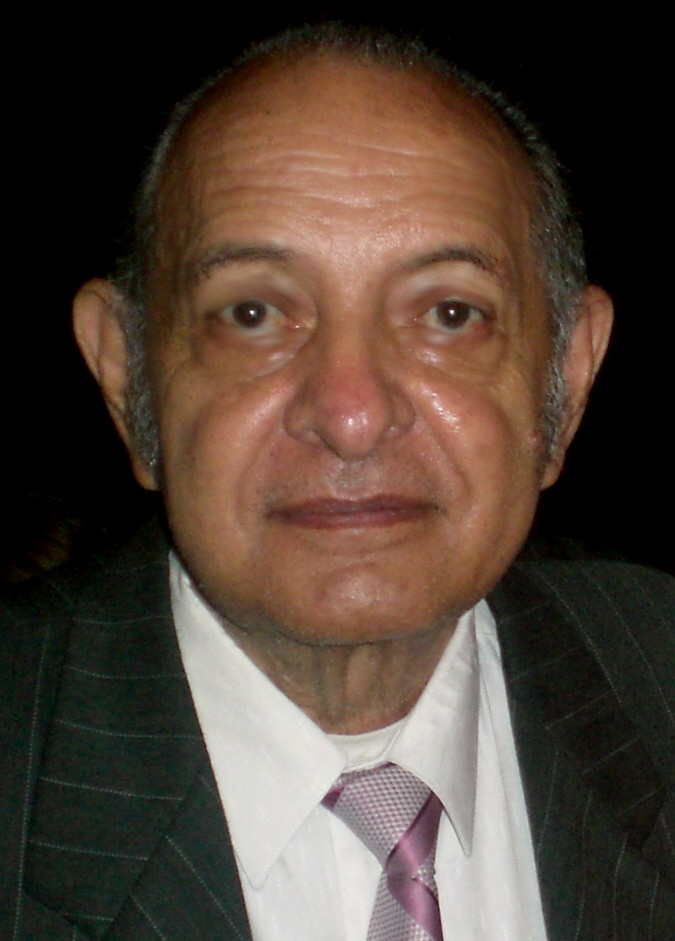
Уго Бланко

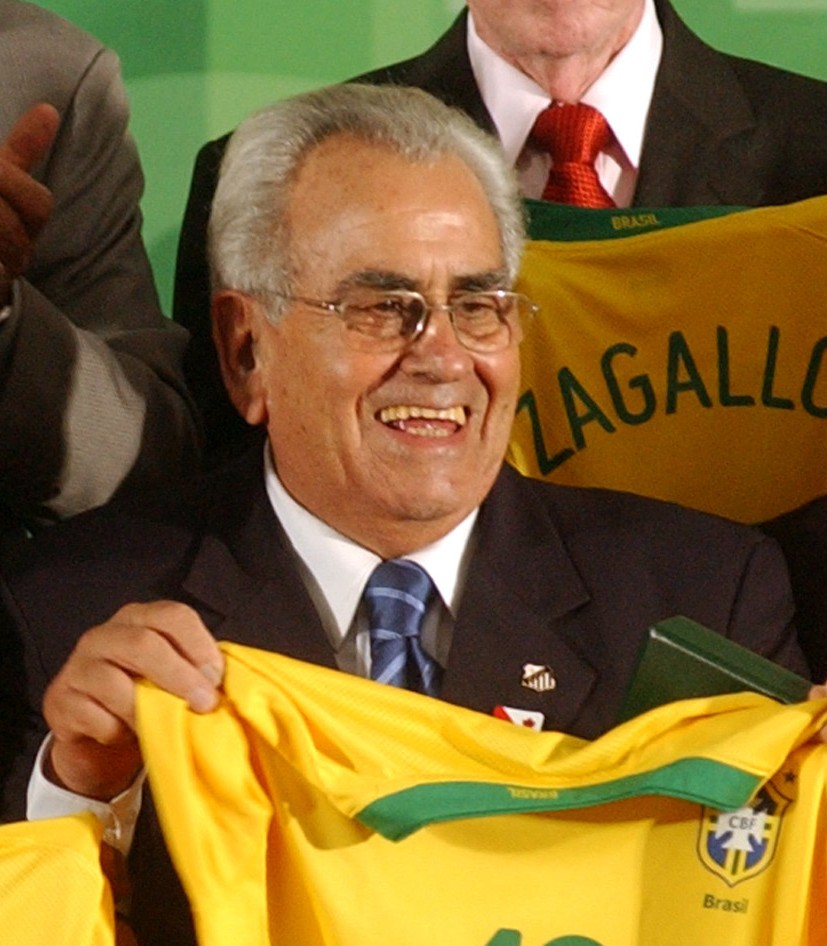
Зито

- Бельмухтар, Мухтар (43) — алжирский террорист, лидер организации «Аль-Каида в странах исламского Магриба»; убит[175].
- Бланко, Уго[англ.] (74) — венесуэльский композитор[176].
- Веллер, Вальтер (75) — австрийский скрипач и дирижёр[177].
- Гуджунов, Борис[болг.] (73) — болгарский эстрадный певец, лауреат специальной премии конкурса «Золотой Орфей» (1998)[178].
- Зито (82) — бразильский футболист, полузащитник, двукратный чемпион мира (1958, 1962)[179].
- Нанков, Мирослав (53) — болгарский путешественник-альпинист и бизнесмен; несчастный случай[180].
- Новиков, Лев Дмитриевич (87) — советский и российский конструктор ракетно-космической техники, заместитель директора — Главного конструктора ФГУП «ЦКБ транспортного машиностроения» (с 2005 года), лауреат Государственной (1982) и Ленинской (1991) премий[181].
- Рокотов, Сергей Григорьевич (63) — российский писатель, сценарист («Исчезнувшая империя») и актёр («Обочина»), член Союза кинематографистов России [www.kino-teatr.ru/kino/screenwriter/ros/21522/bio/].
- Форезе, Паскуале (85) — итальянский религиозный деятель, сооснователь движения фоколяров[182].
- Цяо Ши (90) — китайский партийный и государственный деятель, председатель Политико-юридической комиссии ЦК КПК (1985—1988; 1990—1992), заведующий Организационным отделом ЦК КПК (1984—1985), Председатель Постоянного комитета Всекитайского собрания народных представителей (1993—1998)[183].
- Чмаль, Виктор Николаевич (54) — советский и российский лётчик, неоднократный чемпион мира и Европы по высшему пилотажу, заслуженный мастер спорта России (1996), заслуженный тренер России (2002); несчастный случай[184].
- Ширяев, Андрей Михайлович (58) — советский и российский футболист, вратарь команды «Факел» (1978—1985), тренер вратарей молодёжной сборной ЦСКА[185].

### 13 июня

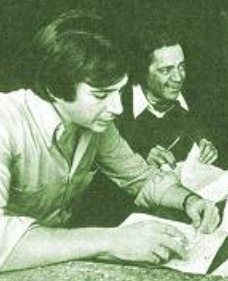
Серхио Ренан

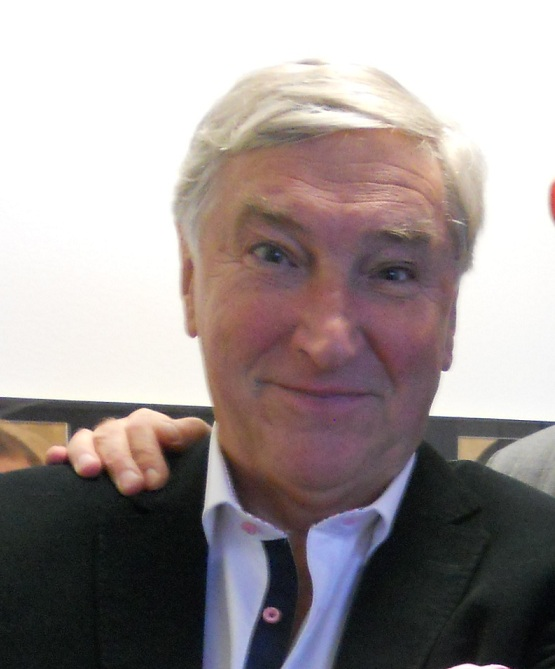
Магнус Харенстам

- Владков, Эмил (86) — болгарский инженер, изобретатель, профессор, генеральный директор Болгарского национального телевидения (2004)[186].
- Инокян, Юникс (64) — филиппинский актёр[187].
- Каул, Шейла (100) — индийский государственный деятель, министр культуры, образования и социального обеспечения (1980—1984), министр жилищного строительства и городского развития (1991—1995), губернатор Химачал-Прадеш (1995—1996), депутат Лок сабха (1971—1995)[188].
- Красунь, Ежи (71) — польский актёр театра и кино[189].
- Лорд, Грэм (72) — британский писатель[190].
- Ония, Дэвид (30) — нигерийский футболист[191].
- Ренан, Серхио (82) — аргентинский актёр и режиссёр театра, оперы и кино, номинант на премию «Оскар» (1975) («Перемирие»)[192] Архивная копия от 7 июля 2015 на Wayback Machine.
- Тимофеев, Виктор Леонтьевич (75) — советский и российский писатель и общественный деятель, журналист, заслуженный работник культуры РСФСР[193].
- Уварова, Елизавета Дмитриевна (94) — советский и российский театровед, критик, историк театра и эстрады, доктор искусствоведения, профессор[194].
- Уинслоу, Джордж (69) — американский актёр[195].
- Харенстам, Магнус (73) — шведский актёр[196].
- Шекоян, Серика Яковлевна (90) — советская и грузинская актриса, артистка Тбилисского государственного армянского драматического театра им. П. Адамяна (с 1946 года), заслуженная артистка Армянской ССР (1962), народная артистка Грузинской ССР (1982)[197].
- Шримптон, Майк (74) — новозеландский игрок в крикет и тренер, тренер женской национальной сборной — чемпиона мира (2000)[198].

### 12 июня

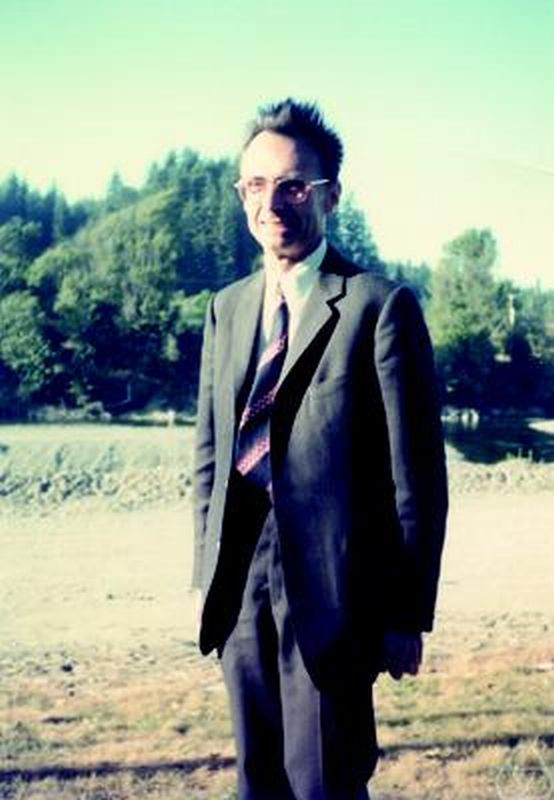
Пьер Дольбо

- Аль-Вахиши, Насир (38) — йеменский террорист, лидер группировки «Аль-Каида на Аравийском полуострове»; убит[199].
- Арбели-Альмозлино, Шошана (89) — израильский государственный деятель, министр здравоохранения Израиля (1986—1988)[200].
- Арипов, Туйчи (91) — советский и узбекский актёр театра и кино, народный артист Узбекской ССР[201].
- Брант, Фернанду (68) — бразильский поэт и композитор[202].
- Дольбо, Пьер (90) — французский математик, открывший когомологию Дольбо[203].
- Дукомман, Рик (58) — канадский актёр[204].
- Климачёв, Владимир Михайлович (71) — советский и российский боксёр и тренер, судья международной категории AIBA, заслуженный мастер спорта СССР, заслуженный работник физической культуры Российской Федерации, заслуженный тренер России[205].
- Ли, Фредерик (75) — американский врач, один из открывателей синдрома Ли-Фраумени[англ.][206].
- Льюис, Моника (93) — американская актриса и певица[207].
- Мезенцев, Александр Валентинович (63) — советский и российский актёр театра и кино, народный артист Российской Федерации (1995)[208].
- Пичот Антони (61) — испанский художник[209].
- Родников, Александр Георгиевич (77) — советский и российский геофизик, главный научный сотрудник Геофизического центра РАН, доктор геолого-минералогических наук[210].
- Рондели, Александр Давидович (73) — грузинский политолог, профессор, президент Фонда исследований стратегии и международных отношений Грузии (с 2001 года)[211].
- Тильмач, Сюмер (66) — турецкий актёр[212].
- Томинсон, Эрнест (90) — британский композитор[213].
- Фонтана, Миколь (101) — итальянский модельер, последняя из сестёр Фонтана, родоначальниц современной итальянской моды[214].
- Ходорович, Татьяна Сергеевна (93) — советский лингвист-диалектолог, участница правозащитного движения в СССР, член Инициативной группы по защите прав человека в СССР[215].
- Чанд, Нек[англ.] (90) — индийский скульптор пакистанского происхождения[216].
- Янакиев, Александр[болг.] (60) — болгарский кинокритик, публицист и историк кино[217].

### 11 июня

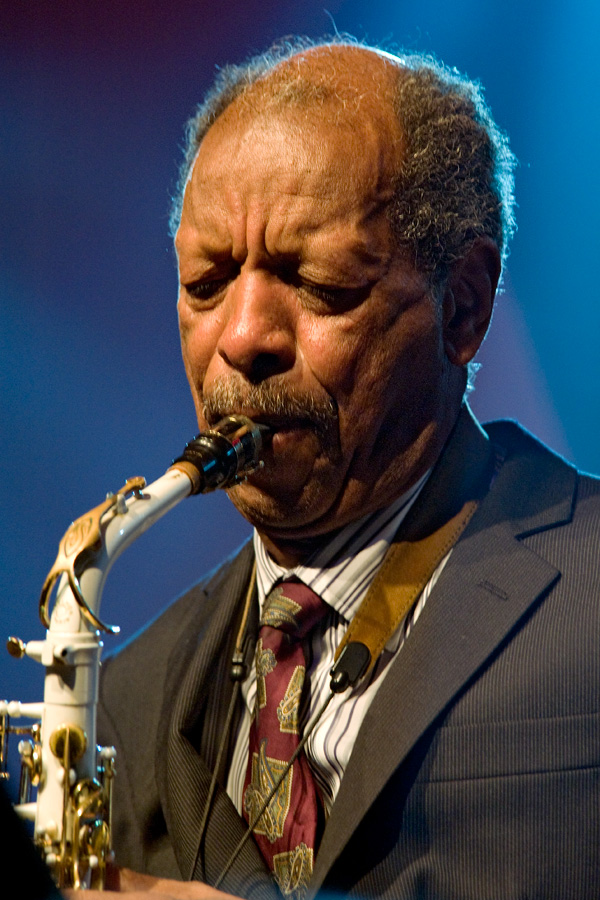
Орнетт Коулман

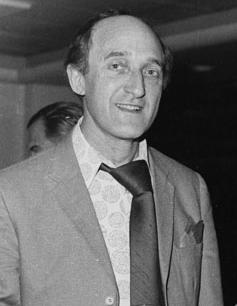
Рон Муди

- Алтыбасарова, Токтогон (91) — советская женщина, усыновившая в годы Великой Отечественной войны 150 детей из блокадного Ленинграда (о смерти стало известно в этот день)[218].
- Варсонофий (Худояров) (76) — игумен Русской Православной Церкви, начальник московского подворья Спасо-Преображенского Валаамского ставропигиального монастыря[219].
- Ведерников, Олег Геннадьевич (48) — российский виолончелист, лауреат I премии XI международного конкурса камерной музыки в Трапани (1991)[220].
- Дасти Роудс (69) — американский реслер[221].
- Двуреченский, Вячеслав Александрович (65) — советский футболист, вратарь клуба «Металлист» (1977—1980)[222].
- Изотов, Виктор Никитович (?) — заслуженный тренер СССР по биатлону[223].
- Команицын, Александр Николаевич (64)[значимость?] — советский и российский певец (тенор) и артист оперетты, солист Нижегородского государственного академического театра оперы и балета им. А. С. Пушкина (с 2001 года), заслуженный артист Удмуртской республики (2000)[224].
- Коулман, Орнетт (85) — американский джазовый саксофонист, трубач и композитор, один из пионеров фри-джаза[225].
- Маннирони, Себастьяно (84) — итальянский тяжелоатлет, бронзовый призёр летних Олимпийских игр в Риме (1960)[226].
- Муди, Рон (91) — британский актёр[227].
- Харченко, Виктор Иванович (79) — советский и российский хозяйственный деятель, начальник Балтийского морского пароходства (1982—1993), генеральный директор ООО «Балтийское морское пароходство» (с 2002), почётный работник морского флота СССР[228].
- Чаудри, Аршад (65) — пакистанский хоккеист, бронзовый призёр летних Олимпийских игр в Монреале (1976) по хоккею на траве[229].

### 10 июня

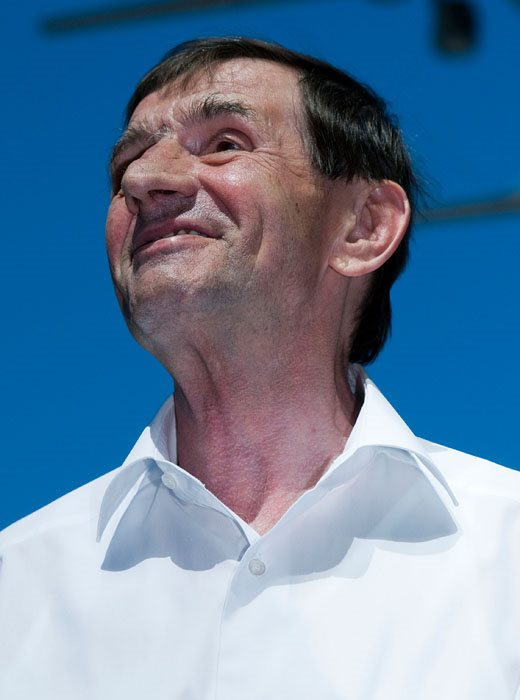
Владимир Бойко

- Бойко, Владимир Семёнович (76) — советский и украинский организатор производства, генеральный директор Мариупольского металлургического комбината имени Ильича (1990—1997, 2010—2012), глава правления завода (1997—2010), Герой Украины (2003)[230].
- Дрозд, Георгий Иванович (74) — советский и украинский актёр театра и кино, народный артист Украины (1999), отец актёра Максима Дрозда[231].
- Ешке, Вольфганг (78) — немецкий писатель-фантаст[232].
- Фуллэм, Джонни (75) — ирландский футболист, двукратный чемпион Ирландии (1964, 1975)[233].
- Чартофф, Роберт (81) — американский продюсер, лауреат премии «Оскар» за фильм «Рокки» (1977)[234].

### 9 июня

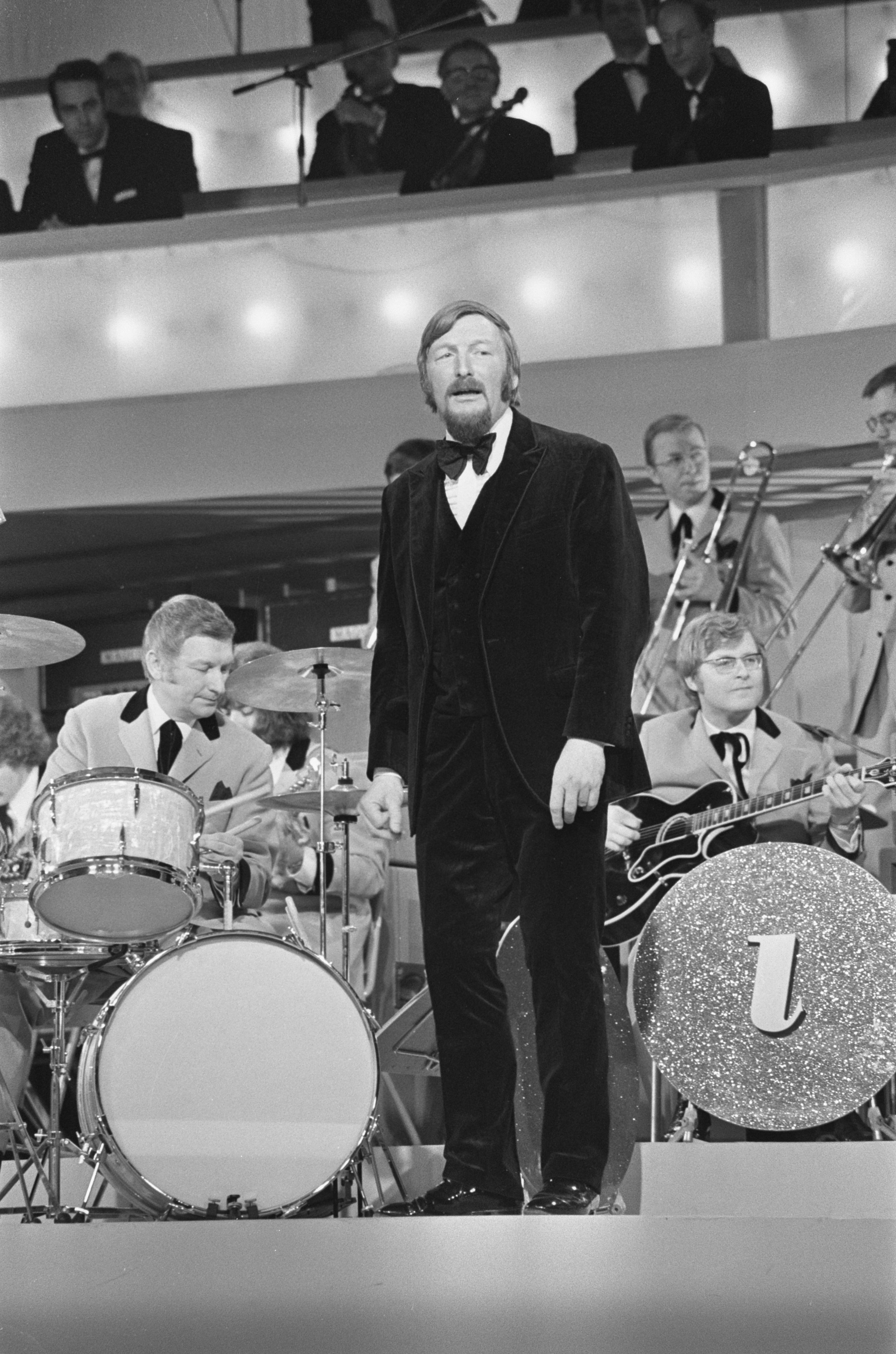
Джеймс Ласт

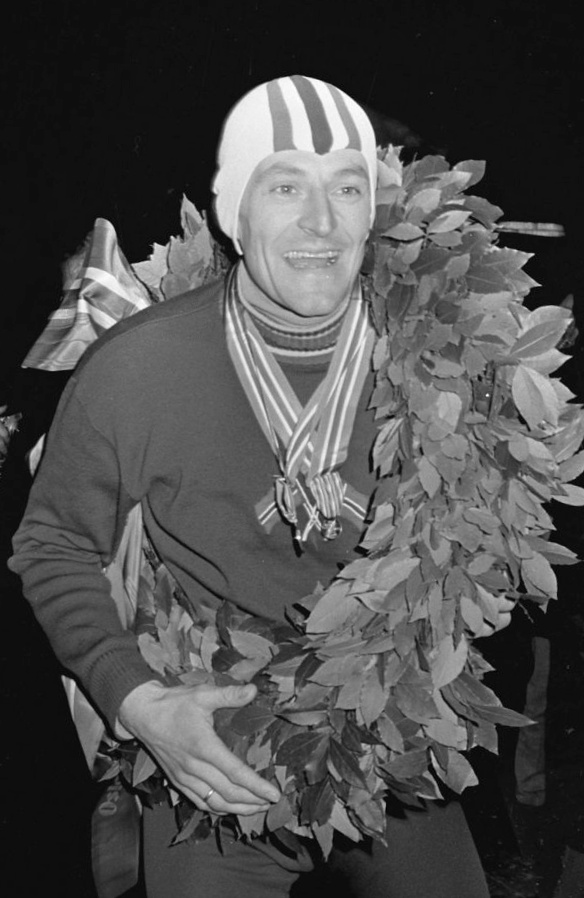
Фред Майер

- Грюо, Жан (90) — французский сценарист, номинант на премии «Оскар» и «Сезар» (1981) («Мой американский дядюшка»)[235].
- Енбаева, Маржан (91) — советский животновод, Герой Социалистического Труда (1948) (день похорон)[236].
- Ещенко, Наталья Александровна (89) — советская и украинская пианистка, педагог, профессор с 1981 года. Заслуженный деятель искусств УССР.
- Ласт, Джеймс (86) — немецкий композитор, аранжировщик и дирижёр[237].
- Майер, Фред Антон (76) — норвежский конькобежец, чемпион зимних Олимпийских игр в Гренобле (1968)[238].
- Мелу, Нуну (актёр) (55) — португальский актёр[239].
- Мидзи, Амос (62) — зимбабвийский государственный деятель, министр энергетики и министр горнодобывающей промышленности (2004—2009)[240].
- Назаренко, Владимир Павлович (88) — советский и украинский организатор производства, генеральный директор ПО «Днепр» (Херсон) (1979—1993), лауреат премии Совета Министров СССР (1990) и Государственной премии УССР (о смерти стало известно в этот день)[241].
- Рогов, Анатолий Петрович (87) — советский и российский писатель и сценарист, лауреат премии журнала «Наш современник» (1978)[242].
- Ховард, Рэнди (65) — американский кантри-музыкант[243].

### 8 июня

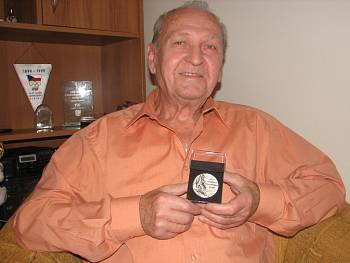
Отакар Горжинек

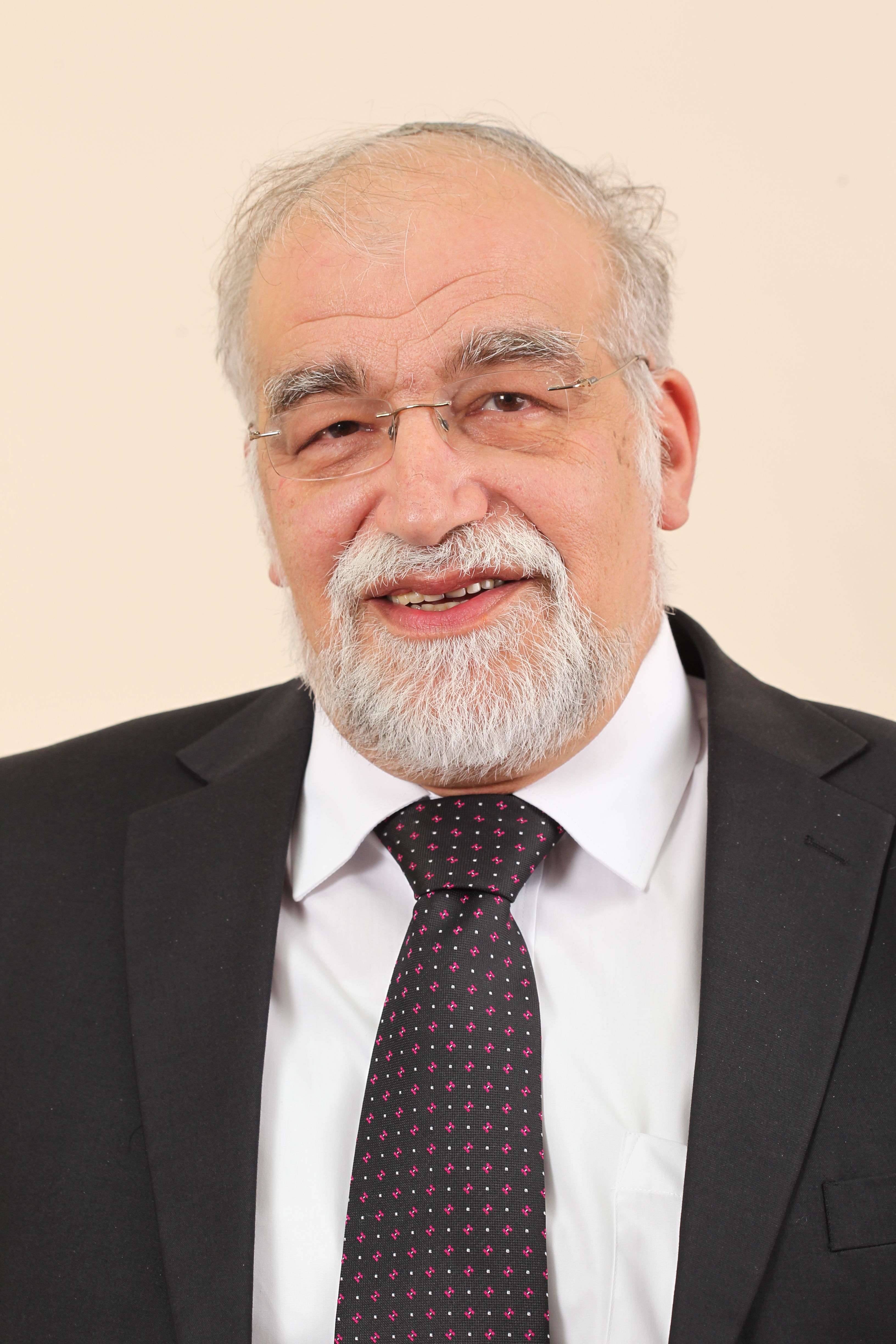
Давид Ротем

- Гаврилов, Алексей Максимович (87) — советский и российский специалист в области земледелия и мелиорации почв, академик РАН (2013, академик ВАСХНИЛ/РАСХН с 1990), заслуженный деятель науки РСФСР (1988)[244].
- Горжинек, Отакар (86) — чешский спортсмен (пулевая стрельба), серебряный призёр летних Олимпийских игр в Мельбурне (1956)[245].
- Джуна (65 или 79[246][неавторитетный источник]) — советская и российская астролог.
- Каппуччино, Фрэнк (86) — американский боксёрский рефери (1958—2008), судивший около 100 титульных боёв[247].
- Карвен, Мари-Луиза[фр.] (105) — французский модельер, основательница дома мод Carven[248].
- Клайн, Биньомин (79)[значимость?] — американский хасидский раввин, личный секретарь Любавического Ребе Менахем-Мендла Шнеерсона[249].
- Кордова, Самара де (91) — колумбийская актриса гватемальского происхождения[250].
- Костин, Игорь Фёдорович (78) — советский и украинский фотокорреспондент (Агентство печати «Новости»), первым оказавшийся в эпицентре аварии на Чернобыльской АЭС; автокатастрофа[251].
- Левенталь, Валерий Яковлевич (76) — советский и российский художник театра и кино, сценограф, педагог, профессор, народный художник СССР (1989), академик РАХ (1997)[252].
- Пенчуков, Виктор Макарович (81) — советский и российский учёный в области земледелия, академик РАН (2013; академик ВАСХНИЛ с 1988)[253].
- Ротем, Давид (66) — израильский государственный деятель, депутат Кнессета (2007—2015)[254].
- Хомяков, Владилен Павлович (87) — советский лётчик-испытатель, Герой Советского Союза (1980)[255].
- Чеа Сим (82) — камбоджийский государственный деятель, председатель Государственного Совета (1992—1993), председатель Народной партии Камбоджи (с 1991 года), председатель Сената (с 1999 года)[256].

### 7 июня

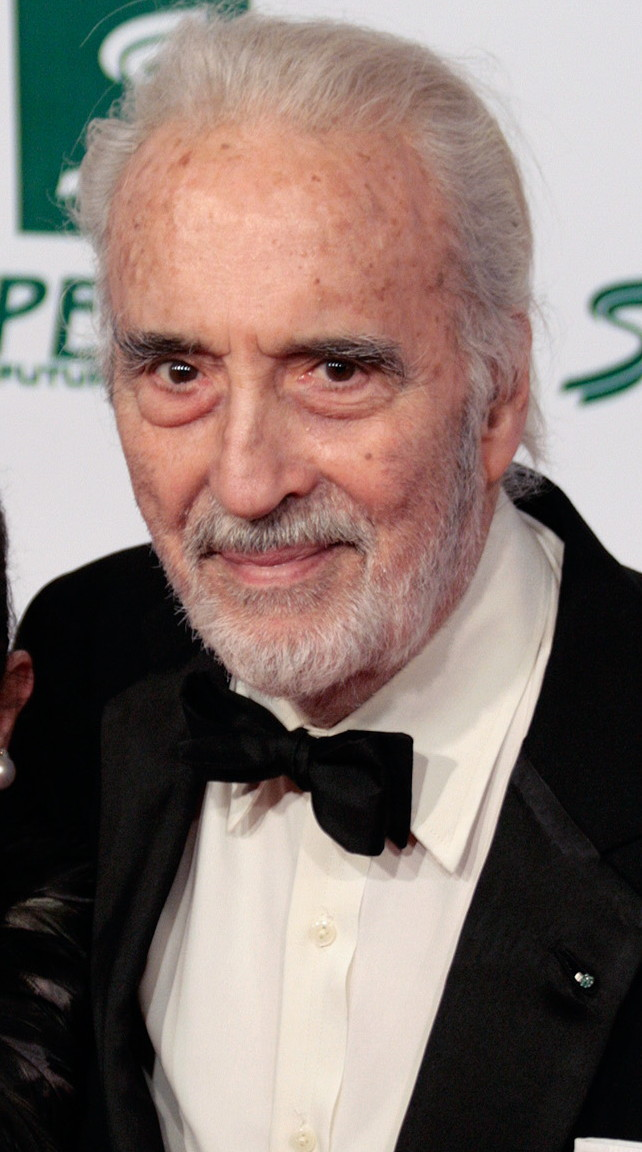
Кристофер Ли

- Али, Раззак (86) — бангладешский политик спикер парламента Бангладеш (1991—1996)[257].
- Барчук, Анатолий Трофимович (75) — советский и украинский актёр, народный артист Украины (2007)[258].
- Баулин, Павел Борисович (66) — советский и украинский писатель, политический деятель, депутат Верховной рады Украины III созыва (1998—2002)[259].
- Белых, Илья Владимирович (23) — казахстанский пловец и пятиборец, бронзовый призёр летних Азиатских игр в Гуанчжоу (2010), основатель Федерации современного пятиборья Казахстана, тренер[260].
- Жупиков, Василий Михайлович (61) — советский и российский футболист и тренер, защитник московских «Торпедо» и «Динамо», обладатель Кубка СССР (1986)[261].
- Зиньковский, Александр Константинович (68)[значимость?] — советский и российский врач-психиатр, профессор Тверского государственного медицинского университета, доктор медицинских наук[262].
- Крюков, Андрей Николаевич (86) — советский и российский историк музыки, музыковед[263].
- Ли, Кристофер (93) — британский актёр, командор ордена Британской империи (2001)[264].
- Люти, Шарль (57) — французский предприниматель, директор и генеральный секретарь Автомобильного клуба Франции[англ.] (с 2011 года) (о смерти стало известно в этот день)[265].
- Росоховатский, Игорь Маркович (85) — советский и украинский писатель-фантаст, прозаик и поэт[266].
- Цветков, Сергей Валентинович (50) — советский и российский артист балета, актёр Нижегородского театра оперы и балета (1982—2002), заслуженный артист Российской Федерации (1994)[267].
- Яньес, Рубен (86) — уругвайский актёр и театральный режиссёр[268].

### 6 июня

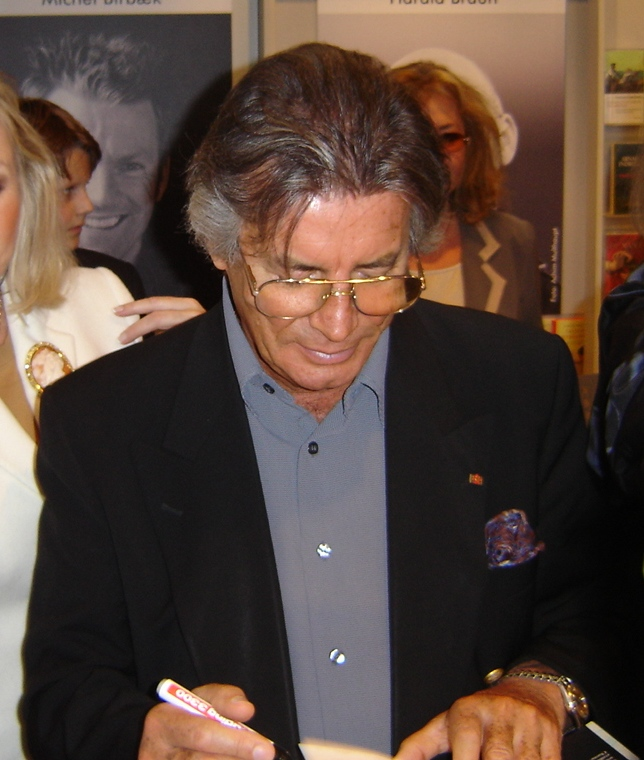
Пьер Брис

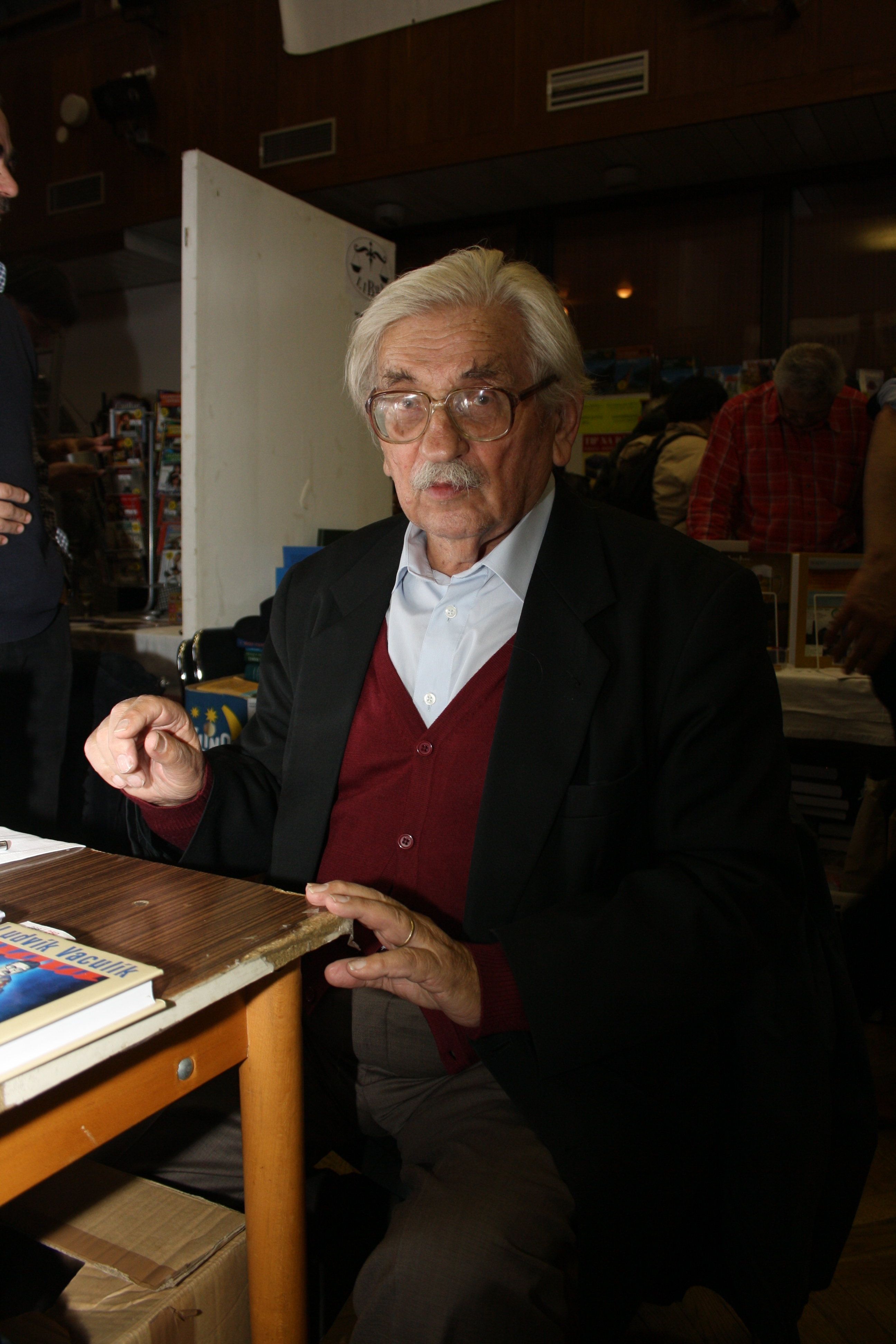
Людвик Вацулик

- Агарвал, Арти (31) — индийская актриса[269].
- Брис, Пьер (86) — французский актёр театра и кино[270].
- Буглиози, Винсент (80) — американский юрист и писатель.
- Васюнина, Софья Васильевна (93) — советская работница сельского хозяйства, звеньевая Сталинского свеклосовхоза, Герой Социалистического Труда (1948)[271].
- Вацулик, Людвик (88) — чешский писатель и журналист[272].
- Гилберт, Ронни (88) — американская певица, участница фолк-квартета The Weavers[273].
- Джексон, Колин (68) — шотландский футболист, трёхкратный чемпион Шотландии (1975, 1976, 1978) в составе «Рейнджерс»[274].
- Джонсон, Ричард (87) — британский актёр («Призрак дома на холме», «Мальчик в полосатой пижаме»)[275].
- Зайналабидов, Сулейман (?) — один из лидеров дагестанского бандподполья; убит[276].
- Нейв, Стив (?) — американский актёр[277].
- Савченко, Анатолий Михайлович (32) — украинский шашечный композитор и судья по шашечной композиции, журналист, чемпион Украины по шашечной композиции (2013) [источник не указан 3455 дней].
- Стрельцов, Анатолий Степанович (67) — советский и российский специалист по русской философии, доктор философских наук, профессор Калужского государственного университета имени К. Э. Циолковского, автор более 100 научных работ[278].
- Форзун, Яков Цалевич (90) — участник Великой Отечественной войны, Герой Советского Союза (1944)[279].
- Шариков, Сергей Александрович (40) — российский фехтовальщик на саблях, чемпион летних Олимпийских игр в Атланте (1996) и в Сиднее (2000), заслуженный мастер спорта России (1996); ДТП[280].

### 5 июня

Тарик Азиз

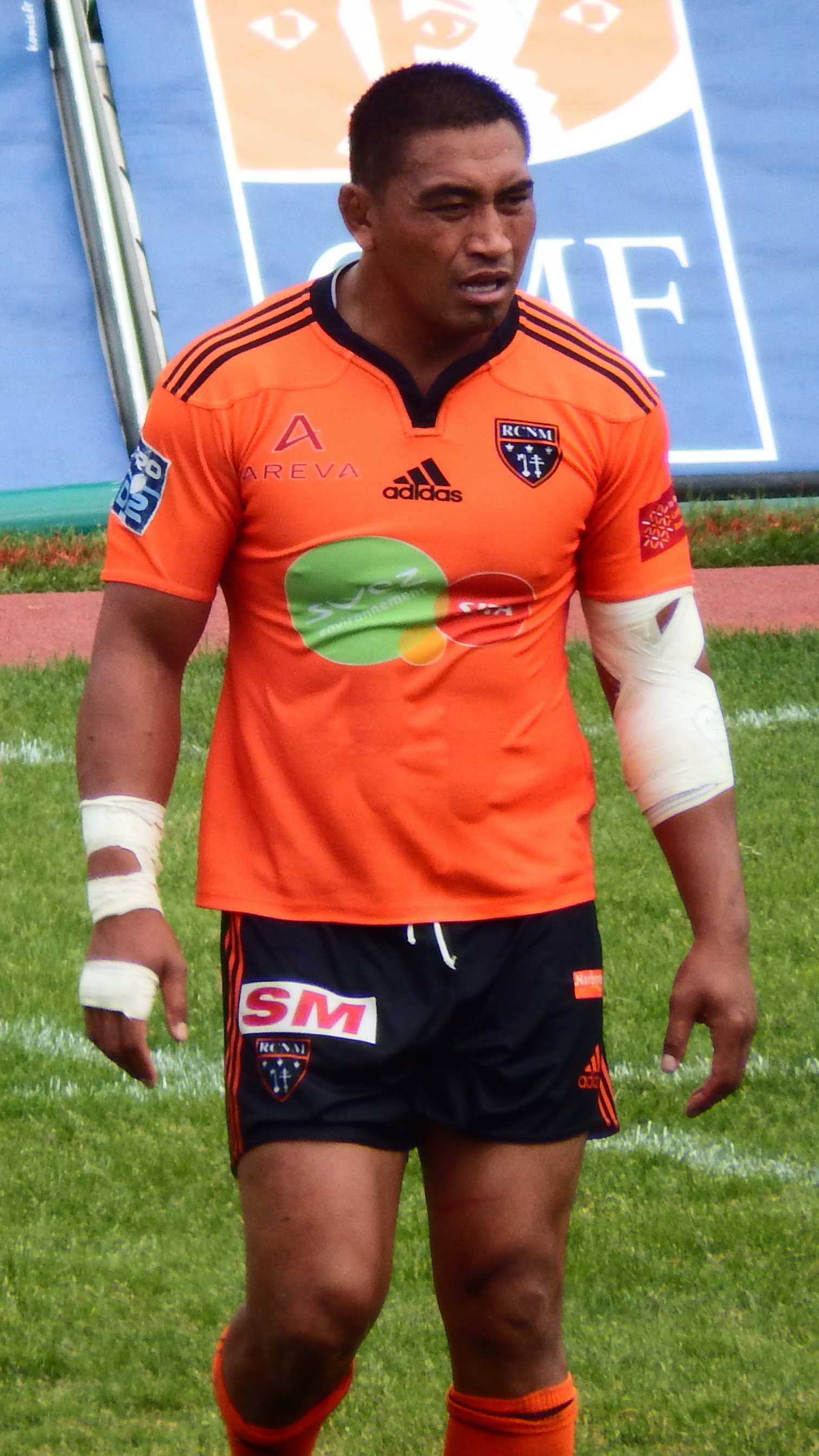
Джерри Коллинс

- Бузинский, Анатолий Сергеевич (61) — советский и российский актёр, артист Тюменского драматического театра, заслуженный артист Российской Федерации (1997)[281].
- Камачо Солис, Мануэль (69) — мексиканский государственный деятель, министр иностранных дел (1993—1994), член Сената (с 2012 года); рак[282].
- Коллинс, Джерри (34) — новозеландский регбист, бронзовый призёр чемпионата мира (2003); ДТП[283].
- Маршан, Колетт (90) — французская артистка балета и киноактриса[284].
- Мондшейн, Ирвинг[англ.] (91) — американский легкоатлет и тренер[285].
- Тарик Азиз (79) — иракский государственный и политический деятель, министр иностранных дел (1983—1991), заместитель премьер-министра Ирака (1979—2003), один из ключевых и ближайших соратников президента Ирака Саддама Хусейна; умер в тюрьме[286].
- Уинстон, Сет (64) — американский сценарист и режиссёр, лауреат премии «Оскар» за лучший игровой короткометражный фильм (1992)[287].
- Фурия, Джакомо (90) — итальянский актёр[288].
- Хайем, Джилл (78) — британская актриса и сценарист[289].
- Хованский, Владимир Иванович (74) — советский и российский артист оперетты, заслуженный артист РСФСР (1979) [kino-teatr.ru/teatr/acter/m/sov/385450/bio/].
- Шерман, Гарри (87) — американский продюсер («Напряги извилины»)[290][291].

### 4 июня

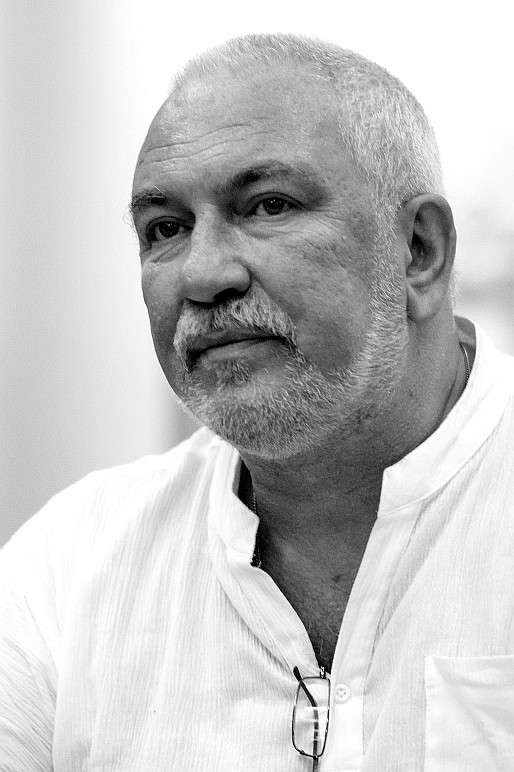
Николай Климонтович

- Берндтссон, Бенгт (82) — шведский футболист, серебряный призёр чемпионата мира (1958)[292].
- Вебер, Курт (87) — польский кинооператор («Убийца оставляет след»)[293].
- Идзяк, Болеслав (87) — польский актёр[294].
- Климонтович, Николай Юрьевич (64) — советский и российский писатель, колумнист и драматург[295].
- Плющ, Леонид Иванович (77) — советский математик, публицист, участник правозащитного движения в СССР, член Инициативной группы по защите прав человека в СССР[296].
- Потолов, Сергей Иванович (82) — советский и российский историк, научный сотрудник Санкт-Петербургского института истории РАН, специалист в области рабочего и общественного движения, трудового законодательства в России XIX — начала XX века, лауреат Государственной премии СССР (1975)[297].
- Равн, Йорген (75) — датский футболист, лучший бомбардир чемпионата Дании (1961, 1964)[298].
- Ревенко, Борис Павлович (78) — советский и украинский режиссёр и оператор, председатель музейного совета[какого?], член Национального союза кинематографистов Украины, заслуженный работник культуры Украины[299].
- Фелипе, Алехо (71) — испанский актёр театра и кино; рак лёгких[300].
- Ханке, Эдит (86) — немецкая актриса[301].
- Цапф, Герман (96) — немецкий типограф, каллиграф, автор и преподаватель[302].
- Яруллин, Хамид Гатауллинович (80) — советский и российский актёр, артист Башкирского академического театра драмы имени Мажита Гафури, заслуженный артист РСФСР (1985)[303].

### 3 июня

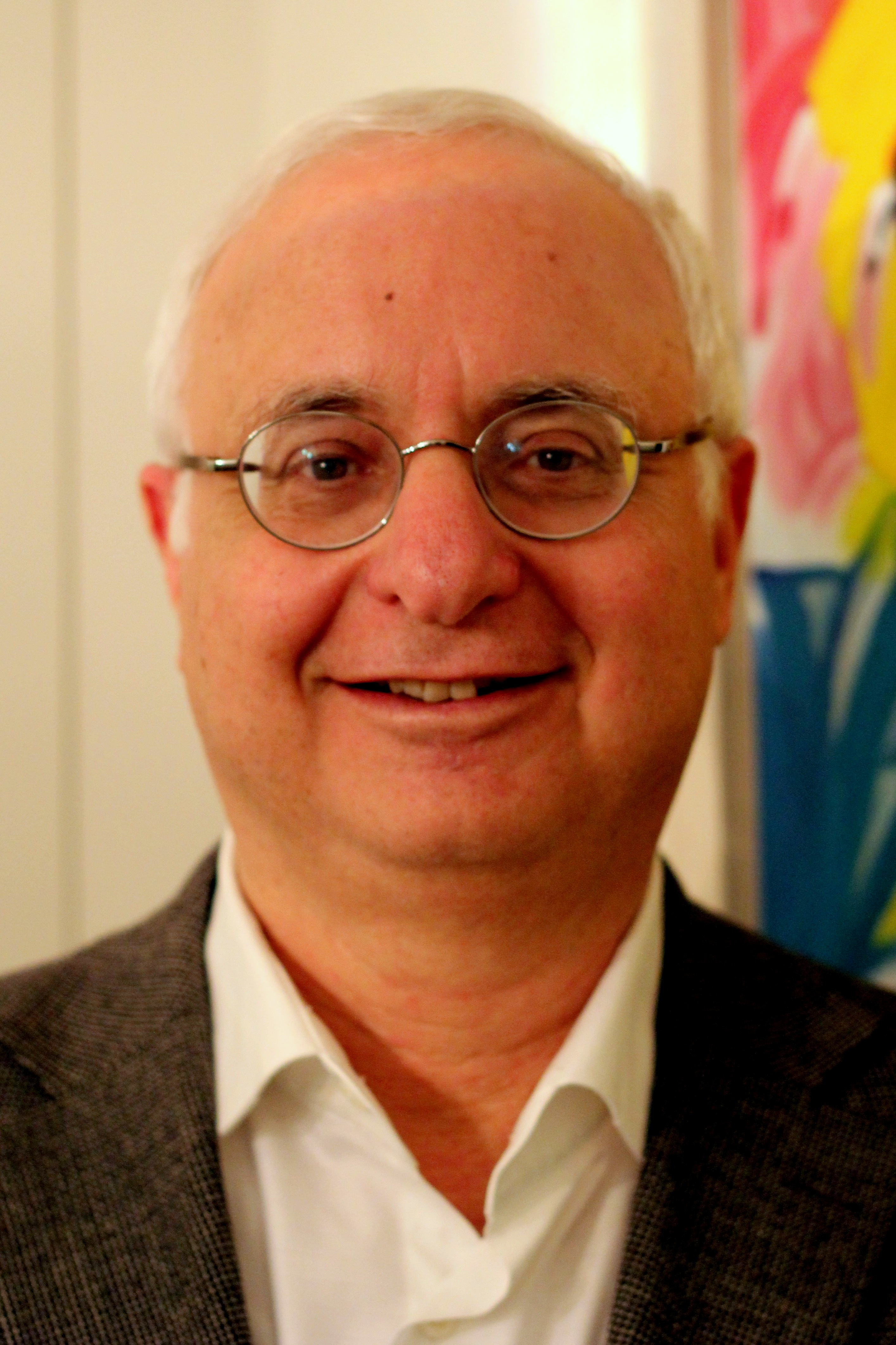
Ани Бекер

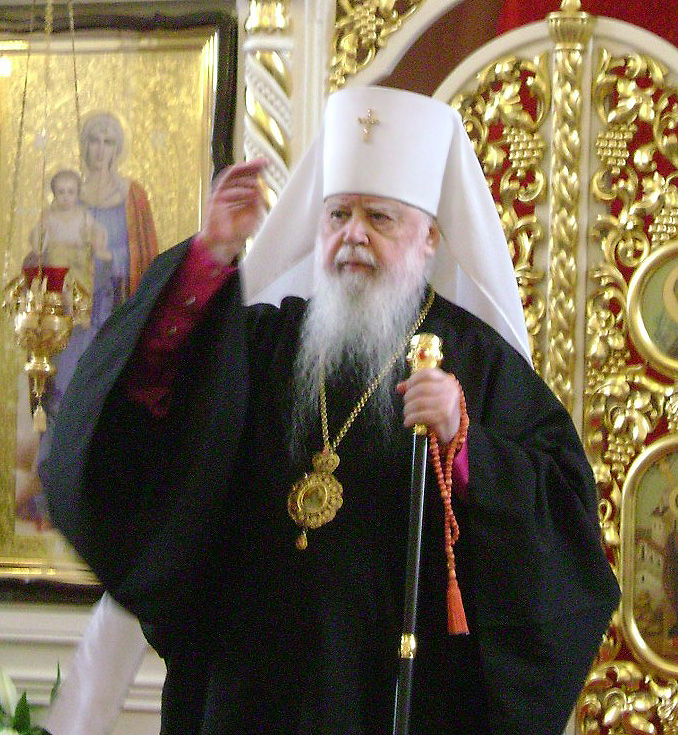
Николай (Шкрумко)

- Бекер, Ави (64) — израильский писатель и общественный деятель, генеральный секретарь Всемирного еврейского конгресса (2001—2003)[304].
- Брандштеттер, Хорст (81) — немецкий бизнесмен, основатель и владелец компании Playmobil[305].
- Захаров, Лев Григорьевич (80) — советский и российский конструктор, главный конструктор противотанковых ракетных комплексов АО «КБП им. академика Шипунова» (с 2014 года), создатель «Корнета» и его модификаций, лауреат Государственной премии СССР и Государственной премии Российской Федерации (1993)[306].
- Николай (Шкрумко) (88) — епископ Русской православной церкви на покое, митрополит Ижевский и Удмуртский (1993—2015)[307].
- Рапп, Имре (77) — венгерский футболист, член национальной сборной, участник чемпионата Европы (1972) (4 место)[308].
- Табеев, Фикрят Ахмеджанович (87) — советский и российский партийный и государственный деятель, первый секретарь Татарского обкома КПСС (1960—1979), первый заместитель Председателя Совета Министров РСФСР (1986—1990)[309].
- Чесноков, Пётр Евгеньевич (56)[значимость?] — советский и российский врач и организатор здравоохранения, профессор Воронежского государственного медицинского университета им. Н. Н. Бурденко, заслуженный врач Российской Федерации (1999)[310].

### 2 июня

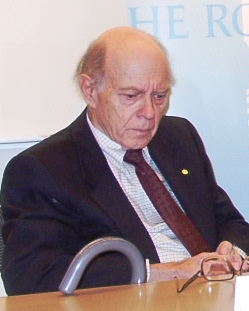
Ирвин Роуз

- Артамонова, Воля Георгиевна (86) — советский и российский врач-профпатолог и врач-терапевт, академик РАН (2013, академик РАМН с 1999), заслуженный деятель науки РСФСР (1991)[311].
- Василев, Цоньо (63) — болгарский футболист, защитник сборной Болгарии (1971—1977) и команды ЦСКА (1973—1981), тренер, падение с высоты[312].
- Вишневский, Яцек[пол.] (61) — польский футболист[313].
- Де Мартино, Альберто (85) — итальянский режиссёр[314].
- ди Араужу, Фернанду (52) — государственный деятель Восточного Тимора, и. о. президента Восточного Тимора (2008)[315].
- Роуз, Ирвин (88) — американский биолог, лауреат Нобелевской премии по химии (2004)[316].
- Сория, Флорентино (97—98) — испанский сценарист и актёр[317].
- Спаччези, Сильвио (88) — итальянский актёр (В полночь происходят самые сладкие удовольствия)[318][319].
- Устюнель, Бесим (88) — турецкий экономист и государственный деятель, министр финансов (1977)[320].

### 1 июня

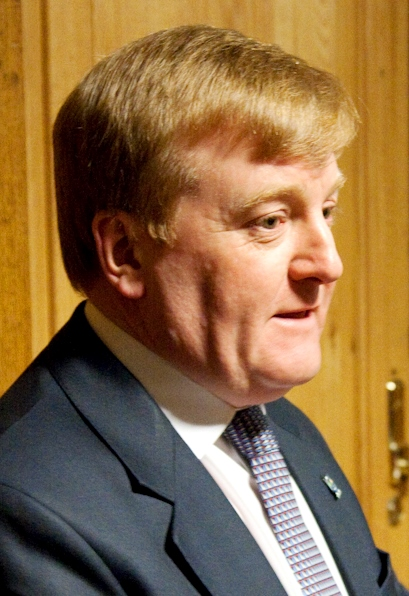
Чарльз Питер Кеннеди

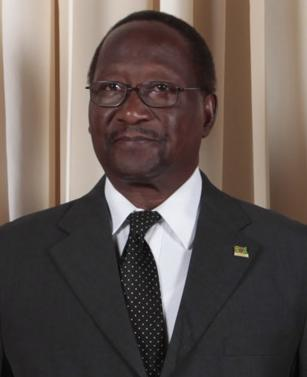
Николас Ливерпуль

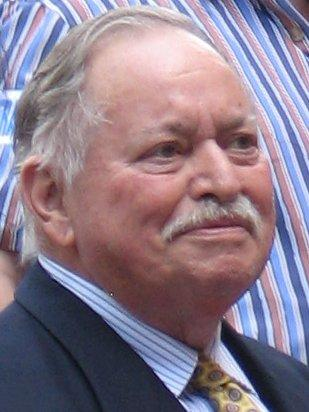
Жак Паризо

- Башуров, Александр Петрович (78) — советский и российский актёр театра и кино, артист Курганского государственного театра драмы (с 1965 года), заслуженный артист Российской Федерации (1994)[321].
- Данилов, Василий Александрович (90) — советский военачальник, участник Великой Отечественной войны, Герой Советского Союза (1944), генерал-лейтенант в отставке[322].
- Кеннеди, Чарльз Питер (55) — британский политический деятель, лидер партии Либеральные демократы (Великобритания) (1999—2006) член Парламента (1983—2015)[323].
- Кирнер, Джоан[англ.] (76) — австралийский государственный деятель, премьер-министр штата Виктория (1990—1992)[324].
- Крузе, Петер (60) — немецкий психолог[325].
- Ливерпуль, Николас (80) — доминикский политический и государственный деятель, президент Доминики (2003—2012)[326] Архивная копия от 2 июня 2015 на Wayback Machine.
- Матимура, Нобутака (70) — японский государственный деятель, спикер Палаты представителей (2014—2015), министр иностранных дел Японии (2004—2005, 2007)[327].
- Мукомолов, Сергей Леонидович (57) — советский и российский биолог, профессор, доктор медицинских наук, заведующий отделом эпидемиологии и лабораторией вирусных гепатитов НИИ эпидемиологии и микробиологии имени Пастера (с 2007 года), автор более 200 научных публикаций[328].
- Паризо, Жак (84) — канадский политик и экономист, премьер-министр Квебека (1994—1996)[329].
- Покровский, Кирилл Владимирович (50) — советский и российский композитор и рок-музыкант, клавишник групп «Ария» и «Мастер»[330].
- Ритчи, Джин (92) — американская певица и музыкант[331].
- Рыленко, Владимир Данилович (87) — советский работник правоохранительных органов, министр внутренних дел Башкирской АССР (1962—1987), генерал-лейтенант милиции в отставке, заслуженный работник МВД[332].
- Чаппелл, Кэтрин[англ.] (29) — американский редактор спецэффектов («Игра престолов»), лауреат премии «Эмми» (2014); нападение льва[333].